# Karl X. (Frankreich)

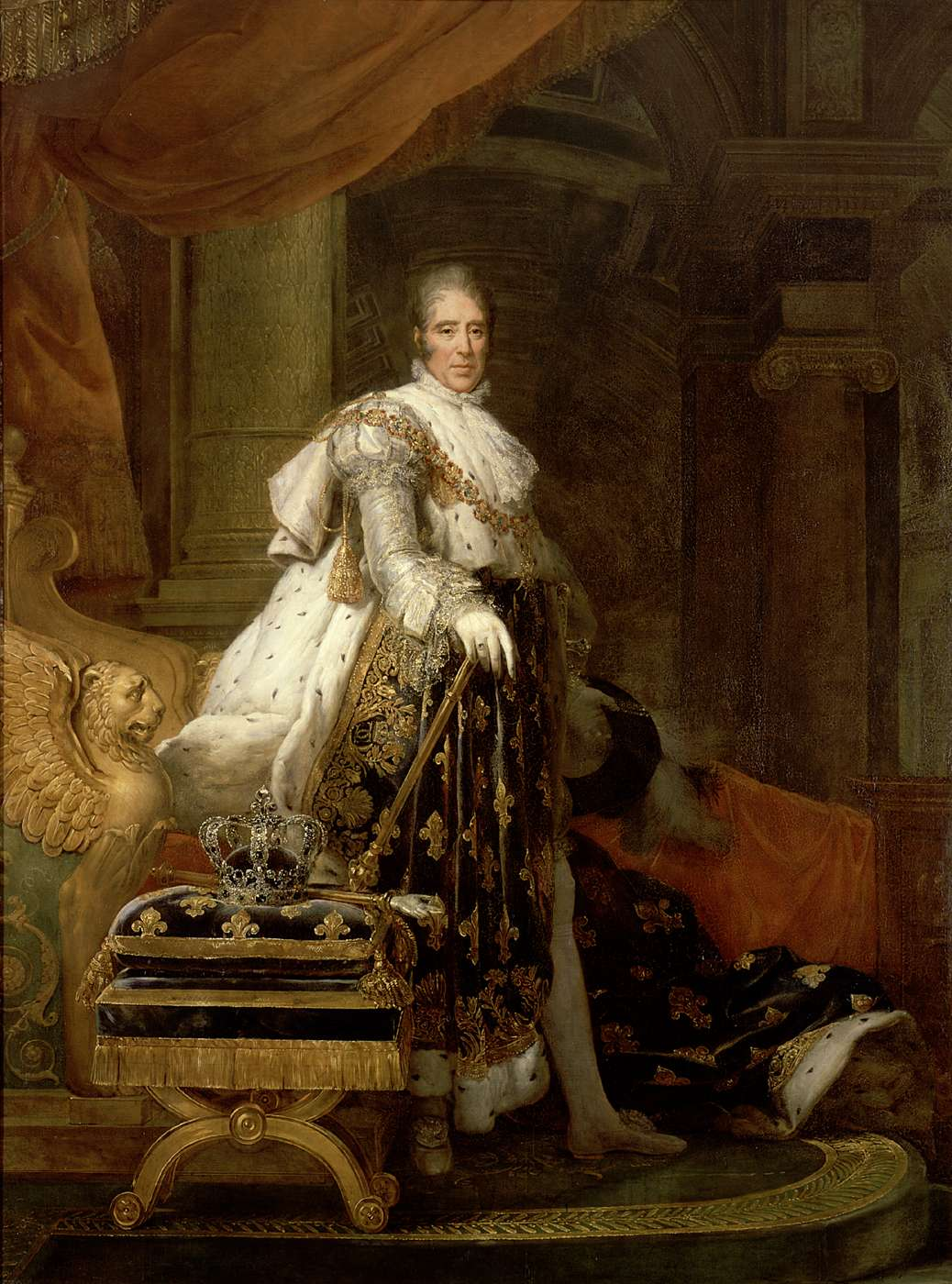
König Karl X. von Frankreich im Krönungsornat. François Gérard, 1825. Madrid, Museo del Prado.
Karls Unterschrift:

Karl X. Philipp (französisch Charles X Philippe; * 9. Oktober 1757 in Versailles; † 6. November 1836 in Görz, Österreich) aus dem Haus Bourbon war König von Frankreich von 1824 bis 1830. Er war ein jüngerer Bruder der französischen Könige Ludwig XVI. und Ludwig XVIII. Als Prinz war er vor seiner Thronbesteigung als Graf von Artois bekannt. Nach dem Ausbruch der Französischen Revolution (1789) ging er ins Exil und leitete gemeinsam mit seinem Bruder Ludwig XVIII. die Unternehmungen der Emigranten gegen die neu etablierte Erste Französische Republik und später gegen Napoleon Bonaparte. Seit der Restauration der Bourbonen mit der Thronbesteigung Ludwigs XVIII. 1814/15 stand Karl an der Spitze der Ultraroyalisten, die im politischen Spektrum die äußerste Rechte bildeten. Am 16. September 1824 folgte er Ludwig XVIII. auf den Thron. Er war der letzte Herrscher Frankreichs, der den Titel „König von Frankreich und Navarra“ führte. Karl X. wurde infolge seiner klerikal-reaktionären Politik und seiner Bestrebungen zur Wiedereinführung der absoluten Monarchie 1830 durch die Julirevolution gestürzt. Damit war die bourbonische Hauptlinie dauerhaft von der Macht in Frankreich verdrängt. Karls Nachfolger Louis-Philippe I. führte den Titel „König der Franzosen“. Der gestürzte König musste zum zweiten Mal ins Exil gehen; er lebte zunächst in England und anschließend in Prag.

## Zeit des Ancien Régime (1757–1789)

### Abstammung, Kindheit und Jugend

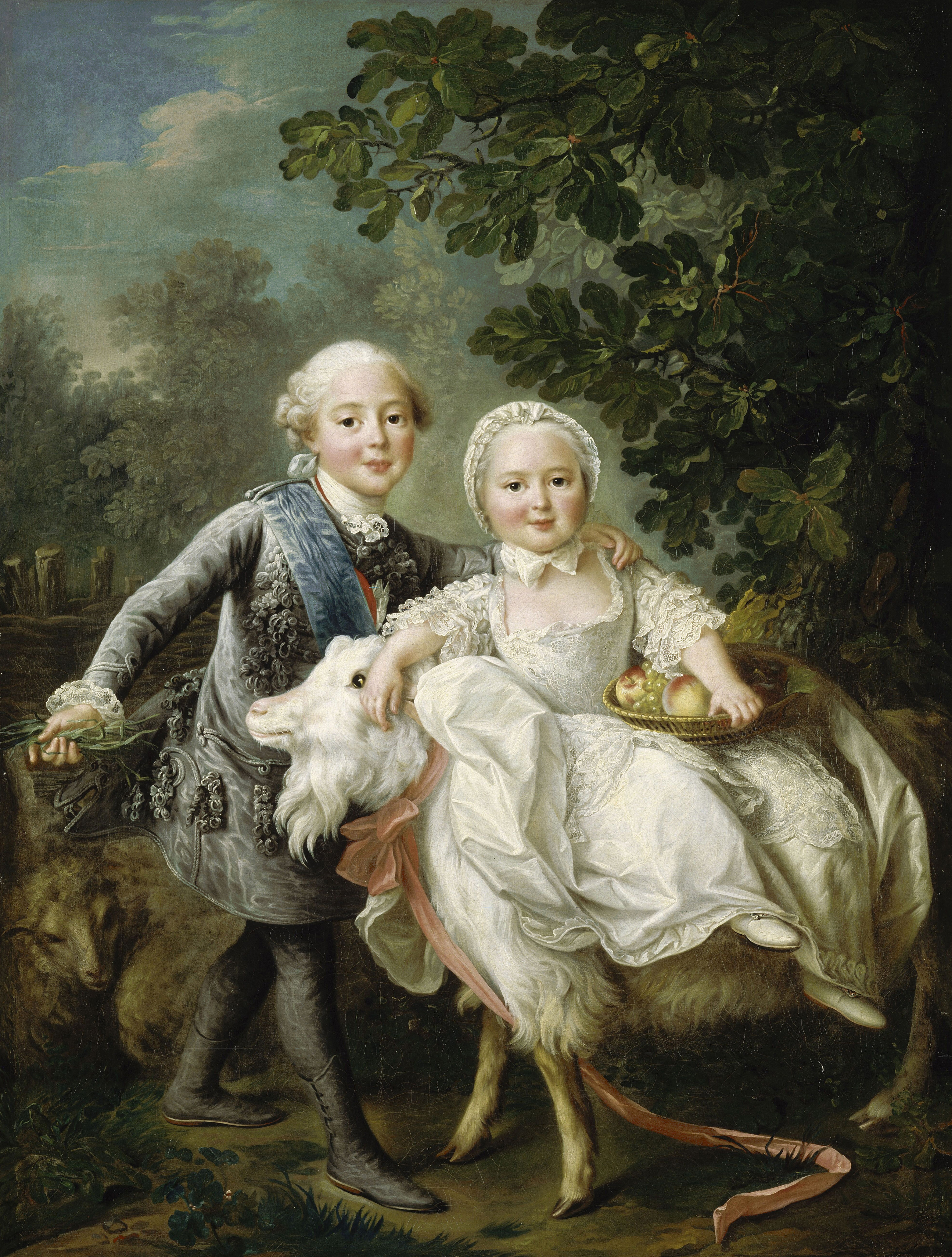
Karl und seine jüngere Schwester Clothilde, die auf einer Ziege reitet

Charles de Bourbon, Graf von Artois

Karl war der jüngste Sohn des Dauphins Louis Ferdinand (1729–1765) und seiner Gemahlin Maria Josepha von Sachsen sowie ein Enkel König Ludwigs XV. Seine älteren Brüder waren die späteren Könige Ludwig XVI. und Ludwig XVIII. Vor seiner Thronbesteigung trug Karl den Titel eines Grafen von Artois, der ihm von Ludwig XV. gleich nach seiner Geburt verliehen worden war. Wie es Brauch war, wurde er erst als etwa Vierjähriger am 19. Oktober 1761 in der Schlosskapelle von Versailles getauft. Als Apanage erhielt er von seinem königlichen Großvater 1773/74 u. a. die Herzogtümer Angoulême und Mercœur sowie die Grafschaft Auvergne. Seine frühe Erziehung im Kleinkindalter lag – ebenso wie die Erziehung seiner älteren Brüder – in den Händen der Gräfin von Marsan. Der spätere Herzog von La Vauguyon übernahm die weitere Ausbildung Karls ab dessen siebtem Lebensjahr. Solange die Eltern lebten, erhielt Karl unter Vauguyons Leitung eine streng geistliche Erziehung; nach dem Tod des Vaters (1765) und der Mutter (1767) ließ aber König Ludwig XV. ein weltlicheres Kurzweil an die Stelle der jesuitisch angehauchten Unterweisung treten.
Wesentliche Charaktereigenschaften Karls, als er noch im Kindesalter stand, waren seine anziehende Ungezwungenheit, seine spontanen Ideen und seine Großzügigkeit. Demgegenüber gab sich sein älterer Bruder, der spätere Ludwig XVIII., bedächtig und wortkarg. Karl war von den Brüdern der beliebteste, das verwöhnte Kind des ganzen Hofs und der Liebling seines königlichen Großvaters. Wirkten die erwähnten Verhaltenszüge des Grafen in seiner Kindheit amüsant, waren sie für ihn im Erwachsenenalter nicht mehr angemessen. Im Gegensatz zu seinen beiden älteren Brüdern war Karl auch nicht sonderlich fleißig, strengte sich trotz seiner leichten Auffassungsgabe geistig nicht gerne an und mochte vom Studieren nichts wissen. Er war beispielsweise kaum an Literatur und schöngeistigen Dingen interessiert und vermochte daher bei gehobeneren Konversationen wenig zu überzeugen. In seinem reiferen Alter machte er es seinem Lehrer La Vauguyon zum Vorwurf, dass dieser ihm nicht eine größere Begeisterung für Literatur beigebracht hatte.
Tatsächlich war es bei nicht unmittelbar thronfolgeberechtigten Prinzen (wie dies auf Karl zutraf) üblich, dass sie nicht durch allzu große Förderung ihrer Talente zu gefährlichen Konkurrenten ihrer regierenden Brüder heranerzogen wurden. So wurde Karl zwar von Ludwig XV. zum Oberst eines Dragonerregiments und im Mai 1772 zum Generaloberst der Schweizer Garde ernannt, aber dennoch erhielt er trotz seiner Neigung für eine Militärkarriere keine umfassendere kriegerische Ausbildung, damit er nicht als erfolgreicher Feldherr eine potentielle Gefahr für den König darstellen würde. Der Minister Maurepas riet dem jungen Prinzen, dass er sich nicht für Militärmanöver interessieren, sondern lieber amüsieren und Schulden machen solle. Karl verlebte denn auch seine frühen Jahre, da er sich nicht ernsthaft politisch und militärisch betätigen durfte, hauptsächlich in verschwenderischem Nichtstun. Er erhielt am 1. Januar 1771 den französischen Orden vom Heiligen Geist, auch weitere wie jenen vom heiligen Michael, heiligen Ludwig und heiligen Lazarus, sowie das spanische Goldene Vlies.

### Heirat; Rolle unter Ludwig XVI.

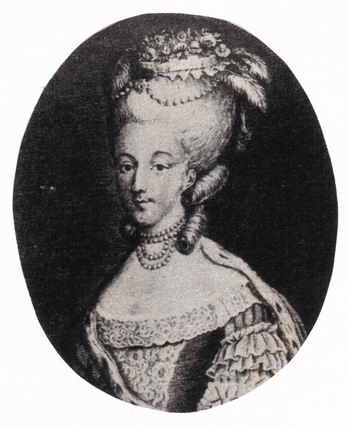
Prinzessin Marie Therese von Sardinien

Im Alter von sechzehn Jahren heiratete Karl Maria Theresia von Sardinien aus dem Haus Savoyen. Diese war eine Tochter des Königs Viktor Amadeus III. von Sardinien-Piemont sowie eine Schwester von Maria Josepha, die 1771 Karls Bruder Ludwig, damals Graf von Provence, geehelicht hatte. Karls Vermählung mit der fast zwei Jahre älteren Maria Theresia per Prokuration fand am 24. Oktober 1773 in der Kapelle des Schlosses von Moncalieri und am 16. November 1773 in Person in der Schlosskapelle von Versailles statt. Das Prinzenpaar hatte vier Kinder, doch nur die beiden Söhne Louis-Antoine de Bourbon, duc d’Angoulême (1775–1844) und Charles Ferdinand d’Artois, Herzog von Berry (1778–1820) erreichten das Erwachsenenalter.
Bald nach seiner Eheschließung mit der wenig attraktiven Maria Theresia unterhielt der vergnügungssüchtige Karl verschiedene außereheliche Beziehungen und traf sich mit seinen Mätressen in eigens dafür angekauften Häusern in Paris. Durch seine zahlreichen Affären zog er sich öffentliche Kritik und auch Spott zu. Eine besonders intime Beziehung führte er mit der geistreichen Komödiantin Louise Contat, mit der er einen Sohn hatte. Zwar ernannte er sie nicht wie von ihr gewünscht zur offiziellen Mätresse, erwarb aber 1780 für sie in Chaillot nahe Paris ein Palais. Ludwig XVI. hatte inzwischen am 10. Mai 1774 den Thron bestiegen, nahm Karls verschwenderischen Lebensstil nachsichtig hin und unterstützte ihn finanziell mit großen Geldsummen. Karl erwies sich aber nicht als dankbar, zeigte vor dem König wenig Achtung und machte sich im Gegenteil häufig öffentlich über ihn lustig. Die Königin Marie-Antoinette schätzte zunächst den Umgang mit Karl und beteiligte sich oft an dessen Festivitäten. Dagegen lebte Karls Gattin Maria Theresia, die nach der Geburt von zwei Söhnen noch weiter im Hintergrund stand, zurückgezogen in Saint-Cloud. Ab den 1780er Jahren hegte Karl eine viele Jahre währende leidenschaftliche Liebe zur Comtesse de Polastron.
1782 schloss Karl sich bei der letztlich erfolglosen Belagerung Gibraltars der französischen Armee an. Dieses militärische Engagement sollte seinen Verlust an öffentlichem Ansehen teilweise ausgleichen. Durch seinen aufwendigen Lebensstil hatte er innerhalb weniger Jahre Schulden von 14,5 Millionen Livres angehäuft, die der – bereits in finanzieller Schieflage befindliche – französische Staat übernahm, um den Grafen vor dem Bankrott zu bewahren. Dafür zuständig war Charles-Alexandre de Calonne als Generalkontrolleur der Finanzen, welche Funktion er von 1783–87 ausübte.
Obwohl Karl zunächst gemäß den Absichten seines älteren regierenden Bruders keine politische Rolle spielte, verfolgte er die politischen Ereignisse aufmerksam und war u. a. im Herbst 1774 für die Wiederherstellung der 1771 vom Kanzler Maupeou wegreformierten Parlamentsgerichthöfe eingetreten. Die Krise des Ancien Régime und die nahende Revolution ermöglichten ihm dann größere politische Aktivitäten. Er unterstützte das von Calonne im August 1786 entwickelte Reformprogramm und verteidigte damals auch loyal den jeweiligen Standpunkt des Königs. In der Folge war Karl ebenso wie sein Bruder, der Graf von Provence, Mitglied der am 22. Februar 1787 eröffneten Notabelnversammlung, die nach der Hoffnung Ludwigs XVI. für die angepeilten Reformen stimmen sollte. Karl führte den Vorsitz des sechsten Büros dieser Versammlung und votierte gegen alle von der öffentlichen Meinung verlangten Neuerungen. Die amerikanisierenden Neigungen und freiheitlichen Forderungen La Fayettes machten ihm zu schaffen; so stand er der von La Fayette im Mai 1787 erhobenen Forderung nach Einberufung der Generalstände sehr reserviert gegenüber.
Demnach trat Karl im Gegensatz zu seinem Bruder, dem Grafen von Provence, als entschiedener Befürworter für die Beibehaltung aller Prinzipien des Absolutismus auf und machte sich beim Volk verhasst. Als ihn Ludwig XVI. am 18. August 1787 zur Einregistrierung der Edikte über die Stempel- und Grundsteuer zum Obersteuerhof (Cour des Aides) sandte, empfing ihn die Volksmenge mit Pfiffen und Soldaten mussten ihn schützen. 1788 entließ er den Erzieher seiner Kinder, de Sénan, weil dieser dem Protest des bretonischen Adels gegen den Absolutismus beigepflichtet hatte. Er präsidierte dann wiederum einem Büro der vom 6. November bis zum 12. Dezember 1788 tagenden zweiten Notabelnversammlung, die u. a. das Verfahren zur Wahl der Abgeordneten zu den Generalständen und die numerische Zusammensetzung des Dritten Stands erörterte. Dabei sprach er sich im Unterschied zum Grafen von Provence deutlich gegen eine Verdopplung der Zahl der Vertreter des Dritten Stands auf 600 aus. Bei dieser Gelegenheit zeigten sich politische Differenzen zwischen den beiden Brüdern, die sich nach dem Ausbruch der Revolution noch vertiefen und dauerhaft anhalten sollten. Im Dezember 1788 unterzeichnete Karl das Manifest von fünf Prinzen von Geblüt, das sein Kanzler de Monthyon entworfen hatte. Darin wurde die ihrer Meinung nach drohende Gefahr für Thron und Staat durch die sich vorbereitende Revolution geschildert und der Adel verherrlicht. Immer stärker plädierte Karl nun angesichts der sich abzeichnenden politischen Krise für ein entschiedenes Eingreifen Ludwigs XVI.

## Revolution und Exil (1789–1814)

### Abreise aus Frankreich; erste Hilfsersuchen an ausländische Mächte
Nachdem am 5. Mai 1789 die Versammlung der Generalstände in Versailles eröffnet worden war, spitzte sich die politische Situation rasch zu. Ludwig XVI. band nun seine beiden jüngeren Brüder in die politischen Besprechungen ein, so dass Karl am 22. Juni erstmals bei einer Sitzung des Staatsrats anwesend war. Erörtert wurde vor allem die einzuschlagende Vorgehensweise der Krone gegenüber der Selbstproklamation des Dritten Stands zur Nationalversammlung. Bereits am 21. Juni hatte sich Karl in einem Memorandum gegen die Forderungen des Dritten Stands erklärt und beeinflusste seinen regierenden Bruder maßgeblich dahingehend, dass dieser am 23. Juni einer Gleichberechtigung des Dritten Stands eine Absage erteilte. In den folgenden Wochen trat Karl für ein entschiedenes Vorgehen des Königs gegen die revolutionären Entwicklungen ein. Nach dem Sturm auf die Bastille am 14. Juli wurde er überhaupt zusammen mit der Königin Marie-Antoinette zum Anführer des reaktionären Flügels am Hof, der eine Verteidigung der traditionellen Monarchie verfocht. Karls Rat zu einem militärischen Vorgehen verwarf Ludwig XVI. aber. Ebenso wenig nahm der König die Empfehlung Karls und Marie-Antoinettes an, den Hof von Versailles in die Provinz zu verlegen, um von dort aus unter der Deckung loyaler Streitkräfte die Autorität der Krone wiederherzustellen zu versuchen. Im Palais Royal wurde Karl wegen seiner reaktionären Haltung auf eine Proskriptionsliste gesetzt und auf seinen Kopf ein Preis ausgesetzt. Die Nationalversammlung sprach sich über ihn ungünstig aus, er aber erschien beim Fest für die fremden Truppen in der Orangerie. Wegen der bedrohlichen Situation entschloss er sich auf die Aufforderung Ludwigs XVI. hin zur Emigration und machte sich in der Nacht vom 16. auf den 17. Juli 1789 mit einer kleinen Begleitung zur Abreise aus Frankreich auf.
Über das an der Nordgrenze Frankreich gelegene Valenciennes reiste Karl mit seinen beiden Söhnen unbehelligt nach Brüssel und war anfangs von seiner baldigen Rückkehr überzeugt. In Brüssel stießen Louis V. Joseph de Bourbon, prince de Condé und weitere französische Hochadlige zum Grafen von Artois, der im Schloss Laeken residieren durfte. Kaiser Joseph II., zu dessen Reich das niederländisch-belgische Gebiet gehörte, war aber von dem Aufenthalt der französischen Emigranten nahe Brüssel wenig erbaut. In der Folge reiste Karl über Aachen, Köln und Bonn zunächst nach Bern, wo er seine Mätresse Louise von Polastron traf, und Anfang September 1789 weiter nach Turin. Dorthin war auch seine Gemahlin Maria Theresia gereist, weshalb sich Karl temporär von seiner Geliebten trennen musste. Sein Schwiegervater, König Viktor Amadeus III., stellte Karl und dessen etwa 80 Personen umfassendem Gefolge den Palast Cavaglia als Aufenthaltsort zur Verfügung.
Karl trat bereits in Turin als Anführer des politisierenden, subversiven Teils der adligen französischen Emigranten auf und installierte dort eine Art Schattenkabinett. Gegenüber anderen europäischen Monarchen verhielt er sich entsprechend seiner königlichen Abkunft sehr selbstbewusst und ersuchte diese um bewaffnete Hilfe gegen sein Vaterland, musste aber bald erfahren, dass die anderen Herrscher wenig solidarisch waren und einer Militärintervention zu seinem Gunsten sehr reserviert gegenüberstanden. Der Graf von Artois gründete auch im September 1789 das antirevolutionäre Initiativen vorantreibende Turiner Komitee, dessen eigentlicher politischer Kopf der damals in London befindliche Charles Alexandre de Calonne wurde. Dieser kam Ende Oktober 1790 ebenfalls nach Turin und bemühte sich um die Rekrutierung eines Heers, die Organisation der Flucht von Ludwig XVI. und dessen Familie sowie die Anstiftung erfolglos verlaufender bewaffneter Aufstände in Frankreich. Dabei gebärdete sich Karl als legitimierter Vertreter der französischen Krone, obwohl Ludwig XVI. über die Aktionen seines jüngsten Bruders meist nicht informiert war oder diese zuweilen sogar ablehnte. Letztlich trug Karl, der von der revolutionären französischen Presse scharf angegriffen wurde, mit seinen Aktivitäten maßgeblich zum definitiven Sturz Ludwigs XVI. bei.
Erst nach langem Zureden war Kaiser Leopold II. zu einem Geheimtreffen mit Karl am 12. April 1791 in Florenz bereit. Eine weitere Zusammenkunft folgte am 20. Mai 1791 in Mantua. Der Prinz besprach mit dem Kaiser einen von Calonne entworfenen Invasionsplan in Frankreich, erhielt aber nur vage Versprechungen. Leopold II. erklärte, dass die europäischen Mächte erst nach einer gelungenen Flucht Ludwigs XVI. eine größere Militärintervention in Erwägung ziehen würden. Karl forderte dann auch den preußischen König zur Mithilfe auf, erhielt aber eine Abfuhr und wurde zudem informiert, dass sich Ludwig XVI. über einen Vertrauten gegenüber dem Wiener Hof missbilligend über die Aktionen seines jüngsten Bruders geäußert hatte.

### Aktivitäten in Koblenz
Nach Spannungen mit König Viktor Amadeus III. verlegten Karl und sein Gefolge ihre Residenz nach Koblenz, wo sie am 17. Juni 1791 ankamen und wo zwei Tage später auch die Comtesse de Polastron eintraf. Karl wurde zusammen mit seinen Begleitern vom dortigen Landesherrn, seinem Onkel Clemens Wenzeslaus von Sachsen, der Erzbischof und Kurfürst von Trier war, standesgemäß aufgenommen. Dann reiste der Prinz seinem Bruder, dem Grafen von Provence, der glücklich aus Frankreich geflüchtet war, nach Brüssel entgegen. Das Treffen der beiden Brüder am 27. Juni verlief indessen nicht harmonisch. Am 4. Juli traf Karl in Aachen König Gustav III. von Schweden, den Verfechter des Legitimismus, und verabredete mit ihm und dem Grafen von Provence die künftige Haltung. Über Bonn reisten Karl und sein Bruder wieder nach Koblenz und residierten seit dem 7. Juli im nahegelegenen Schloss Schönbornslust, wo sie auf Kosten ihres Onkels üppig und mit einem großen Hofstaat lebten. Hier richteten sie für die nächsten zwölf Monate das Hauptquartier der französischen Emigranten ein. Trotz mancher politischer Differenzen bestand das Hauptziel der im Exil lebenden Prinzen darin, mit militärischer Gewalt die absolute Monarchie in Frankreich wiederherzustellen; dabei nahmen sie auch die daraus resultierende Gefährdung Ludwigs XVI. in Kauf. Der radikaler als sein Bruder auftretende Karl konnte zunächst seine Rolle als politischer Führer der Emigranten behaupten, deren wichtigste Aktivitäten in Koblenz in der Aufstellung einer schlagkräftigen Armee und der Intensivierung der diplomatischen Vorstöße, Österreich und Preußen endlich zu einer großangelegten Unterstützung einer Militäroffensive zu bewegen, bestand.
In Koblenz installierte der Graf von Provence am 26. Juli 1791 einen Ministerrat, dem indessen der Karl ergebene Calonne vorstand. Die beiden französischen Prinzen versuchten vergeblich, ihrer „Exilregierung“ bei den ausländischen Mächten Anerkennung zu verschaffen. Sehr ungelegen war es für Kaiser Leopold II. und König Friedrich Wilhelm II. von Preußen, dass bei ihrer Zusammenkunft in Pillnitz am 26. August auch der Graf von Artois mit Calonne und Condé erschien, nachdem er zuvor in Wien einen unerwünschten Besuch abgestattet hatte. Auf sein Drängen verabschiedeten die beiden Monarchen am 27. August als Drohgebärde gegenüber Frankreich die Pillnitzer Deklaration, die Karl aber als zu moderat empfand. Nachdem Ludwig XVI. am 14. September den Eid auf die Verfassung abgelegt hatte, bat er seine Brüder, Proteste zu unterlassen; diese richteten aber bereits am 10. September an ihn ein Manifest, in dem sie sich gegen alles verwahrten, was er zur Schmälerung der ererbten Thronrechte getan habe, und ihn als persönlich unfrei bezeichneten. Die Nationalversammlung verfügte gegen die exilierten Prinzen am 9. November den Erlass, sie sollten, wenn sie bis zum 1. Januar nicht zurückkehrten, dem Tode verfallen. Ludwig XVI. legte dagegen sein Veto ein, musste aber den Prinzen den Befehl zur Heimkehr zustellen. Am 1. Januar 1792 klagte ein Dekret der Nationalversammlung Karl, seinen Bruder, den Grafen von Provence, sowie Condé des Hochverrats an und verordnete die Sequestrierung ihrer Güter, die Nationaleigentum wurden. Karl antwortete mit Schmähungen; seine Apanage von 2 Millionen Francs wurde eingezogen und seine zahlreichen Gläubiger wurden zufriedengestellt. Die Kriegserklärung Frankreichs an Österreich erfolgte am 20. April 1792, womit der Erste Koalitionskrieg begann.
Karl, sein Bruder, der Graf von Provence, und die französischen Emigranten waren über diese Entwicklung erfreut, da sie nun mit einer verstärkten Unterstützung der europäischen Mächte zur Revidierung der Verhältnisse in Frankreich in ihrem Sinn rechneten. Zum Unmut Karls ließen sich die Herrscher Österreichs und Preußens aber nicht von den Emigranten beeinflussen und behandelten deren Armee nur als untergeordnete Hilfstruppe. Die Alliierten drangen in Nordostfrankreich ein, so dass Karl und sein Bruder Ende August 1792 wieder heimatlichen Boden betreten konnten. In ihrer Deklaration vom 8. August 1792 hatte die beiden Prinzen zwar nicht die Rückkehr zur absoluten alleinigen Königsmacht des Ancien Régime gefordert, sehr wohl aber die Rücknahme der politischen Entwicklungen seit Ausbruch der Revolution 1789. Sie gaben sich als Befreier und waren überzeugt, für die Wiederherstellung von Recht und Ordnung zu kämpfen. Die Bewohner der von den Alliierten kurzzeitig eroberten französischen Gebiete begegnete den Prinzen zumindest mancherorts wie etwa in Longwy durchaus wohlwollend. Gegen eingefleischte Vertreter der Revolutionsregierung gingen die Prinzen unnachgiebig vor, auch ließen sie konstitutionelle Priester vertreiben, doch traten sie ansonsten im Allgemeinen eher gemäßigt auf. Nach der Kanonade von Valmy (20. September 1792) mussten sich die Alliierten aus Frankreich zurückziehen und in der Folge weitere militärische Rückschläge hinnehmen. Dieser für Karl und seinen Bruder unerwartete Misserfolg war für sie umso demütigender, als ihnen jede größere Einflussnahme auf die politisch-militärische Entscheidungen der Alliierten verwehrt war.

### Jahre des Exils nach der Hinrichtung Ludwigs XVI.
Gemeinsam mit seinem Bruder, dem Grafen von Provence, hatte Karl beim Rückzug der Alliierten aus Frankreich sein Hauptlager in Verdun überstürzt verlassen müssen. Wegen fehlender Geldmittel waren die Prinzen auch zur Auflösung ihrer Emigrantenarmee gezwungen. Der preußische König Friedrich Wilhelm II. bot ihnen Asyl im westfälischen Hamm an, wo der Graf von Artois am 28. Dezember 1792 und kurz darauf auch sein Bruder eintrafen. Nach der Hinrichtung Ludwigs XVI. am 21. Januar 1793 proklamierte sich der Graf von Provence am folgenden 28. Januar zum Regenten für seinen von ihm als Ludwig XVII. zum neuen König erhobenen minderjährigen, im Temple gefangen gehaltenen Neffen. Gleichzeitig verlieh er Karl den Titel eines Generalleutnants des Königreichs. Im März 1793 traf der nach Russland gereiste Karl in Sankt Petersburg die Kaiserin Katharina II., erlangte aber von ihr nur pekuniäre Unterstützung, jedoch keine politischen Zusagen. Sie schenkte dem Grafen einen geweihten, mit Diamanten besetzten Degen, den er in London für 100.000 Francs verkaufte. Auch die von Karl im Mai 1793 nach England unternommene Reise verlief für ihn enttäuschend. Im Juni 1793 begab er sich wieder nach Hamm und wohnte hier etwa ein Jahr lang in Gesellschaft der Comtesse de Polastron.
Nach dem Tod Ludwigs XVII. im Juni 1795 beanspruchte der Graf der Provence als Ludwig XVIII. den Königstitel. Karl wurde von den Royalisten nun als Monsieur bezeichnet, ein Titel, der traditionell dem ältesten Bruder des Königs von Frankreich und präsumtiven Thronerben zustand. Auf die Bitten der Vendéer, die seit 1793 einen royalistischen Aufstand gegen französische republikanische Truppen führten, ging Karl am 25. August 1795 in Plymouth mit 140 Transportschiffen unter Segel, welche die britische Regierung ausgerüstet und dem Commodore Warren unterstellt hatte. Er versuchte eine Invasion der Bretagne und landete am 29. September auf der Île d’Yeu. Charette, ein Führer des Vendée-Aufstandes, eilte ihm mit über 15.000 Mann entgegen. Doch das Unternehmen misslang, und am 18. November 1795 segelte Karl wieder nach England zurück. Charette schrieb dem zaudernden Verhalten des Grafen das Scheitern der Expedition zu.
Nun bat Karl die britische Regierung um Asyl, erreichte Anfang Januar 1796 Leith, den Hafen Edinburghs, und begab sich in den ihm als Wohnsitz angewiesenen, wenig einladend wirkenden Holyrood Palace. Dort versteckte sich der Prinz vor seinen Gläubigern. Die britische Regierung gewährte ihm eine Pension von 15.000 Pfund Sterling. Weiterhin unterstützte er geplante Revolten oder Verschwörungen in Frankreich, so 1803 im Bund mit den Engländern Georges Cadoudals Komplott gegen den Ersten Konsul Napoleon Bonaparte. Bei seinen diversen Aktionen sprach er sich oft mit dem Grafen von Provence, mit dem er rivalisierte, nicht ab. Stattdessen verfolgte er seine eigenen politischen Interessen und handelte seinem Bruder sogar öfters entgegen. Politische Agenten vertraten seine Intentionen an mehreren europäischen Höfen und in Frankreich. Um seinen jüngeren Bruder besser kontrollieren zu können, beauftragte der Graf von Provence schließlich seinen Vertreter in Großbritannien, den Herzog François-Henri d’Harcourt, mit der Überwachung Karls. Nach außen hin versuchten die beiden Brüder aber ein harmonisches Verhältnis zu demonstrieren, da eine offene Austragung ihrer Konflikte ihrem gemeinsamen Ziel, der bourbonischen Dynastie wieder die Macht in Frankreich zu verschaffen, nicht förderlich gewesen wäre. So einigten sie sich, dass jeder von ihnen nur in bestimmten Gebieten Frankreichs Einfluss nehmen sollte, aus denen sich der jeweils andere herauszuhalten hatte.
Nach einer Einigung mit seinen Gläubigern, die ihm die Gefahr einer Inhaftierung im Schuldgefängnis ersparte, zog Karl 1799 vom Holyrood Palace in ein vornehmes Haus in der Baker Street in London unweit der Residenz des britischen Premierministers William Pitt. Nun traf er sich fast täglich mit seiner in der Nähe wohnenden Geliebten, der Comtesse de Polastron, pflegte aber auch seine Beziehungen mit dem Prince of Wales und weiteren bedeutenden Persönlichkeiten in London. 1803 wurde seine Mätresse krank und zog aufs Land, da dort bessere klimatische Verhältnisse herrschten. Sie konnte aber ihre Gesundheit nicht mehr herstellen, wurde nach London zurückgebracht und starb dort am 27. März 1804 im Alter von nur 39 Jahren. Diesen Verlust vermochte der Graf von Artois nur schwer zu ertragen, während ihm der Tod seiner rechtmäßigen Gattin Maria Theresia, die im Juni 1805 in Graz starb, nicht naheging.
Am 6. Oktober 1804 traf Karl in der schwedischen Stadt Kalmar, wohin er von London aus gereist war, seinen Bruder, den Grafen von Provence, nachdem er in Grodno nicht bei ihm erschienen war. Im Gegensatz zu diesem wollte er nach wie vor von Zugeständnissen an die aufgrund der Revolution geänderten politischen Verhältnisse in Frankreich nichts wissen und blieb daher seinem Bruder innerlich fremd. Von Kalmar kehrte er nach England zurück. 1805 gestattete ihm der österreichische Herrscher abermals nicht die Teilnahme an den Koalitionskriegen. Unangenehm war ihm, dass sein Bruder 1807 auch nach England übersiedelte. Er tat alles dagegen, denn er wollte die Leitung der Emigranten nicht an ihn einbüßen, und suchte George Canning dazu zu bewegen, dass er dem Grafen von Provence den Aufenthalt nur in Schottland gestatte. Allerdings erreichte er nicht sein Ziel; sein Bruder traf im November 1807 in England ein und blieb dort die folgenden Jahre. Nach außen hin traten die Brüder nun wieder etwas einvernehmlicher auf, verharrten aber bei ihren unterschiedlichen politischen Einstellungen. Sie hielten sich noch bis 1813 in Großbritannien auf.

## Restauration und Herrschaft (1814–1830)

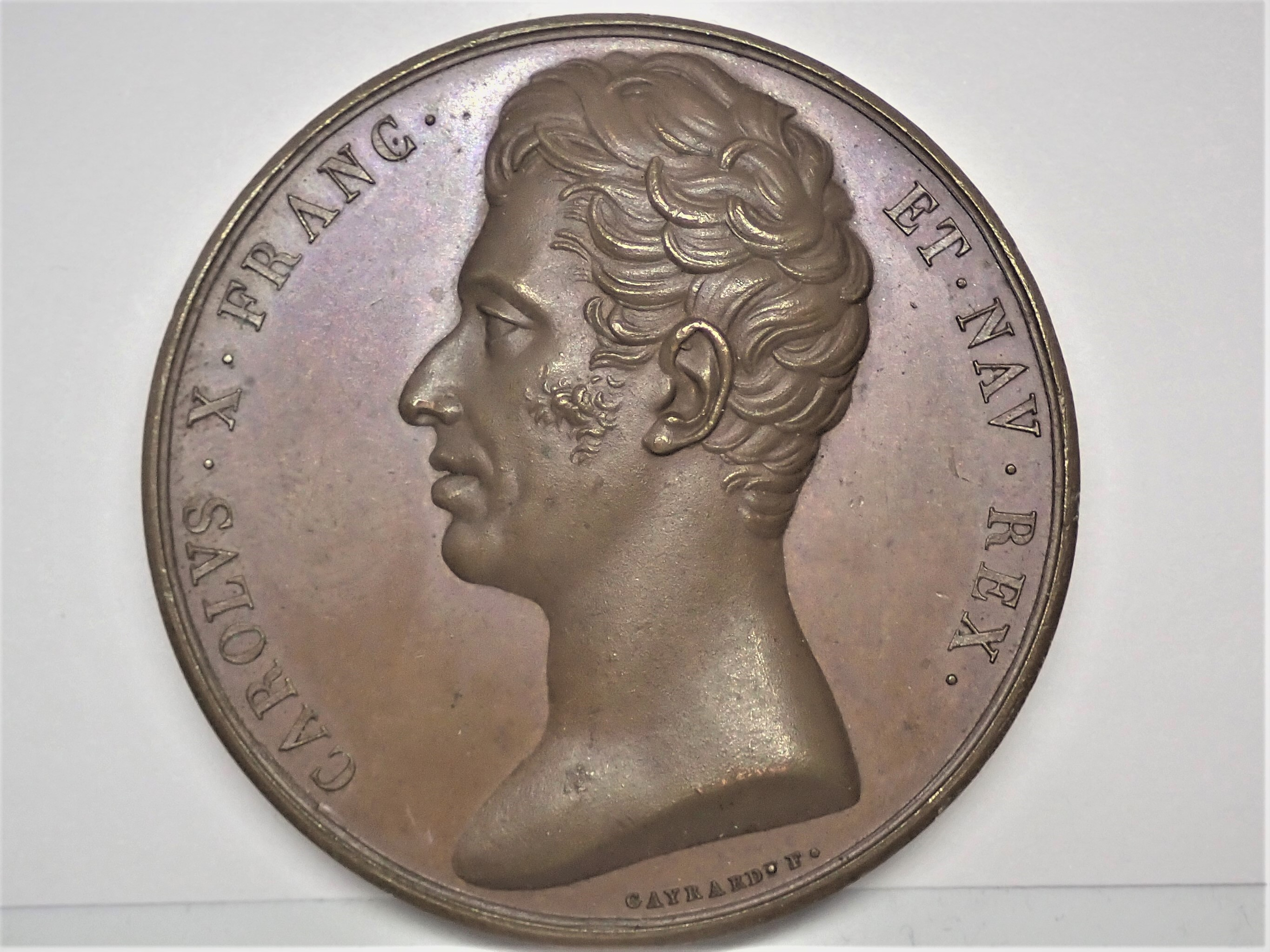
Medaille auf Charles’ X. Verfassungsschwur

### Erste Restauration der Bourbonenmonarchie
Als nach der weitgehenden Niederringung Napoleons durch die alliierten Mächte eine Restauration der Bourbonenmonarchie in Frankreich im Januar 1814 in Reichweite schien, verließ Karl mit seinen beiden Söhnen und mit stillschweigender Billigung der britischen Regierung England, um auf britischen Kriegsschiffen zum europäischen Kontinent überzusetzen. Dabei handelte er in vorheriger Absprache mit seinem älteren Bruder, der als Ludwig XVIII. möglichst bald tatsächlich den französischen Thron besteigen wollte. Karl war von seinem Bruder mit großen Vollmachten ausgestattet worden, landete am 27. Januar in Scheveningen und sollte im Gefolge der gegen Frankreich vordringenden Streitkräfte der gegen Napoleon verbündeten Mächte für die Interessen der Bourbonen werben. Von Holland aus reiste er über Deutschland in die Schweiz und kam am 19. Februar auf französisches Gebiet. Zunächst hielt er sich in Vesoul nahe der ostfranzösischen Grenze auf. Er versuchte, Verbindungen mit den Repräsentanten der Regierungen der antinapoleonischen Alliierten anzuknüpfen, die jedoch damals noch einen Friedensschluss mit Napoleon erwogen.
Talleyrand spielte eine zentrale Rolle bei der Restauration der Bourbonen, nahm aber längere Zeit von Karls Anwesenheit in Frankreich nicht offiziell Notiz. Schließlich bat er ihn nach Napoleons Absetzung, nach Paris zu kommen. Der Prinz brach hierauf von Nancy auf und zog am 12. April 1814 in Begleitung von Nationalgardisten und hochrangigen Militärs in Paris ein, das er 25 Jahre zuvor verlassen hatte. Nach seinem Empfang durch Talleyrand und andere Vertreter der provisorischen Regierung sowie den Pariser Stadtrat besuchte er die Kathedrale Notre-Dame. Danach begab er sich unter Sympathiekundgebungen der Pariser in den Tuilerien-Palast, der als seine Residenz vorgesehen war. Da der Graf von Provence erst dann offiziell unter dem Namen Ludwig XVIII. als König anerkannt werden sollte, wenn er den Eid auf eine vom Senat ausgearbeitete liberale Verfassung geleistet hätte, wollte der Senat aber nicht jene Vollmachten akzeptieren, die Karl von seinem älteren Bruder übertragen worden waren. Der Senat argumentierte, dass der Graf von Provence aufgrund des bisher nicht abgelegten Verfassungseids noch nicht König sei und daher Karl auch mit keinen königlichen Vollmachten hätte ausstatten können. Schließlich wurde zwei Tage nach Karls Ankunft in Paris der Kompromiss gefunden, dass Karl sein Amt als Generalleutnant des Königreichs nicht von einem König, den es nach der Meinung des Senats noch nicht gab, sondern vom Senat selbst empfangen habe. So erhielt Karl einstweilen die Regierungsgewalt und nahm damit kurzzeitig den ersten Rang bis zur Ankunft seines älteren Bruders Ende April in Frankreich ein. Er begrüßte den zurückgekehrten Ludwig XVIII. in Compiègne und ritt neben dessen offener Kutsche am 3. Mai 1814 auf einem Schimmel in Paris ein.
Aufgrund der entscheidenden Rolle Karls bei der Restauration der Bourbonenmonarchie und weil sein Sohn, der Herzog von Angoulême, am 12. März 1814 als erster in Bordeaux eingezogen war und damit bedeutendes Ansehen errungen hatte, verfügte Karl nun über einen für einen Prinzen ungewöhnlich großen Einfluss auf die Politik des regierenden Königs. Er und seine Söhne wurden Pairs und partizipierten 1814/15 als Mitglieder des Ministerrats an den Regierungsgeschäften. Wie vor 1789 wurde Karl wieder Generaloberst der Schweizergarden, außerdem auch im Mai aller Nationalgarden Frankreichs. Er residierte im Pavillon de Marsan des Tuilerien-Palastes, hielt sich dort einen eigenen, großen Hofstaat und verkehrte mit Anhängern einer strikt reaktionären Politik, den sog. Ultraroyalisten. Der ohne Nachkommen gebliebene Ludwig XVIII. verfolgte dagegen eine gemäßigtere Linie, war auf Ausgleich zwischen ehemaligen Vorkämpfern der Revolution, Bonapartisten und bourbonischen Royalisten bedacht und hoffte, seinen Bruder durch dessen Einbindung in die Regierung im Zaum halten zu können, was indessen nur bis Ende 1814 gelang. Karl hatte in den entscheidenden Apriltagen 1814 eine versöhnliche Haltung eingenommen, ohne die königliche Autorität bedrohende Konzessionen zu machen und sah auch im Ministerrat von zu reaktionären Forderungen ab. Dennoch war er mit manchen liberalen Zugeständnissen Ludwigs XVIII. nicht einverstanden, wie wohl u. a. sein Fernbleiben bei der feierlichen Verkündigung einer moderaten Verfassung, der Charte constitutionnelle, am 4. Juni 1814 andeutet. Vor allem in Personalfragen erreichte er öfters die Zustimmung des Königs zu den von ihm vorgeschlagenen Kandidaten. Insgesamt gesehen arbeiteten die Brüder 1814/15 enger zusammen als danach.
Als Karl Anfang März 1815 von Napoleons Rückkehr nach Frankreich hörte, war er außer sich. Er eilte in Begleitung von Jacques MacDonald nach Lyon, doch die Soldaten zeigten sich ihm gegenüber kühl und Lyon erklärte sich bald für Napoleon, so dass MacDonald die Stadt räumte. Karl flüchtete nach Moulins und kehrte am 12. März in die Tuilerien zurück. Er meinte, dass Paris geräumt werden müsse. In der außerordentlichen Sitzung der Kammer vom 16. März schwor er im Namen aller Prinzen, treu dem König und der konstitutionellen Charte zu leben und zu sterben. In der Nacht zum 20. März folgte er dem König ins zweite Exil, entließ auf dem Weg nach Brügge die Truppen und ging wie Ludwig XVIII. nach Gent. Dort durften die beiden Brüder, die sich nun auf dem Territorium des neuen, von König Wilhelm I. regierten Königreichs der Vereinigten Niederlande befanden, in den nächsten Monaten residieren. Karls hier auf seinen Bruder ausgeübter Einfluss ärgerte Männer wie Talleyrand u. a.

### Zweite Restauration und Karls Rolle während der Herrschaft Ludwigs XVIII.
In der Schlacht von Waterloo (18. Juni 1815) wurde Napoleon endgültig besiegt, woraufhin Ludwig XVIII. wieder den französischen Thron besteigen konnte und bis zu seinem Tod 1824 regierte. An der Seite Ludwigs zog Karl am 8. Juli 1815 in Paris ein. Er und seine Söhne hatten nun keine Sitze mehr im Ministerrat inne. Am 7. Oktober 1815 beschwor er in der Deputiertenkammer die Charte. Zu Beginn der zweiten Restauration herrschte noch eine gewisse Einigkeit zwischen dem König und seinem jüngeren Bruder bezüglich ihrer Überzeugung, dass ein hartes Vorgehen gegen die Unterstützer Napoleons während dessen erneuter Herrschaft nach der Rückkehr von Elba notwendig sei. Karl sprach sich etwa im Prozess des Marschalls Michel Ney ungünstig für den Angeklagten aus. Im Allgemeinen trat er für rigorosere Maßnahmen gegen ehemalige Helfer Bonapartes als Ludwig XVIII. ein und erreichte, dass der König eine schärfere Gangart einschlug. In der folgenden, von 1816–20 dauernden liberaleren Phase von Ludwigs Regierungszeit häuften sich aber die politischen Differenzen zwischen den Brüdern, da der Graf von Artois die gemäßigte Politik Ludwigs XVIII. missbilligte. Er sah Anhänger der Revolution und Bonapartisten als Gefahr für die Bourbonenherrschaft an und negierte daher jegliche Zugeständnisse an sie. So wurde er der bedeutendste Repräsentant der mit ihm auf einer politischen Linie liegenden Ultraroyalisten, vermochte aber auf deren Politik keinen beherrschenden Einfluss auszuüben. Zu den reaktionär eingestellten Beratern Karls gehörten u. a. Jules de Polignac und der Abbé Jean-Baptiste de Latil.
Als Ludwig XVIII. die von den Ultraroyalisten dominierte Chambre introuvable im September 1816 auflöste, stieß dieser Erlass auf den heftigen Widerspruch Karls. Er kritisierte auch offen das im Januar 1817 verabschiedete neue Wahlgesetz, da es seiner Ansicht nach zu liberal war. Wegen seiner anhaltenden Opposition verbot ihm der König den Besuch der Pairskammer. Indessen beanstandete Karl massiv eine die bisherige Laufbahnpraxis der Offiziere ändernde Regelung, die 1818 Eingang in damals beschlossene Gesetze fand. Da der Kriegsminister Laurent de Gouvion Saint-Cyr im November 1817 die entsprechende Gesetzesinitiative eingebracht hatte, forderte Karl, allerdings vergeblich, dessen Entlassung. Von ihm ausgesprochene öffentliche Drohungen wies der König schroff zurück und äußerte große Bedenken hinsichtlich der Thronfolge seines jüngeren Bruders. Karl verlangte jedoch sogar die Absetzung des dem König nahestehenden Polizeiministers Élie Decazes und drohte für den Fall der Nichterfüllung dieses Wunsches mit seiner Abreise vom Hof. Schmerzhaft war für ihn dann insbesondere die am 30. September 1818 erlassene königliche Ordonnanz, nach der er den Oberbefehl über die Nationalgarde verlor, die für ihn eine wichtige Machtbasis dargestellt hatte. Diese von ihm als Demütigung verstandene Verfügung empörte ihn sehr; und er zog sich aus der Öffentlichkeit zurück.
Auf den jüngeren Sohn Karls, der Herzog von Berry, wurde am 13. Februar 1820 ein tödliches Attentat verübt, wofür Karl und die Ultraroyalisten die liberale Politik von Decazes verantwortlich machten und massiven Druck für dessen Absetzung ausübten. Ludwig XVIII. musste Decazes schließlich am 20. Februar entlassen. Neuer Präsident des Ministerrats wurde abermals der Herzog von Richelieu, der dieses Amt erst auf die eindringlichen Bitten Karls hin übernommen hatte. Auf die liberale Ära folgte die sog. dritte Restauration, in welcher der politische Einfluss Karls und der Ultraroyalisten wuchs. Dieser Rechtsruck verschärfte die Gegensätze zwischen den Liberalen und den reaktionären Politikern, die sich in zwei unversöhnlichen Lagern gegenüberstanden. Trotz seines Versprechens, Richelieu zu unterstützen, trug Karl dann wesentlich dazu bei, dass Richelieus Position aufgrund der Gegnerschaft von Liberalen und Ultraroyalisten unhaltbar wurde, so dass Richelieu im Dezember 1821 verbittert zurücktrat. Der Graf von Artois wirkte aktiv an der Bildung des neuen Kabinetts mit, in dem Jean-Baptiste de Villèle Finanzminister sowie de facto – ab September 1822 auch offiziell – Regierungschef wurde. Da nun seine politischen Verbündeten Mitglieder des Kabinetts waren und sich der Gesundheitszustand Ludwigs XVIII. kontinuierlich verschlechterte, steigerten sich Karls Einflussmöglichkeiten bis zum Tod des Königs immer weiter. Von der französischen Militärintervention in Spanien 1823 erwartete er sich die Wiederherstellung der absolutistischen Regierung König Ferdinands VII. um so mehr, als sein älterer Sohn, der Herzog von Angoulême, sie leitete. Im Dezember 1823 empfing er zufrieden seinen siegreichen Sohn. Villèle beriet sich stets zuerst mit Karl, ehe er die zu erlassenden Verordnungen dem König vortrug. Am 15. September 1824, einem Tag vor seinem Tod, beschwor Ludwig XVIII. noch seinen Bruder, die liberale Charte auch weiterhin als Richtlinie für die Herrschaft zu beachten.

### König (1824–1830)

#### Regierungsantritt

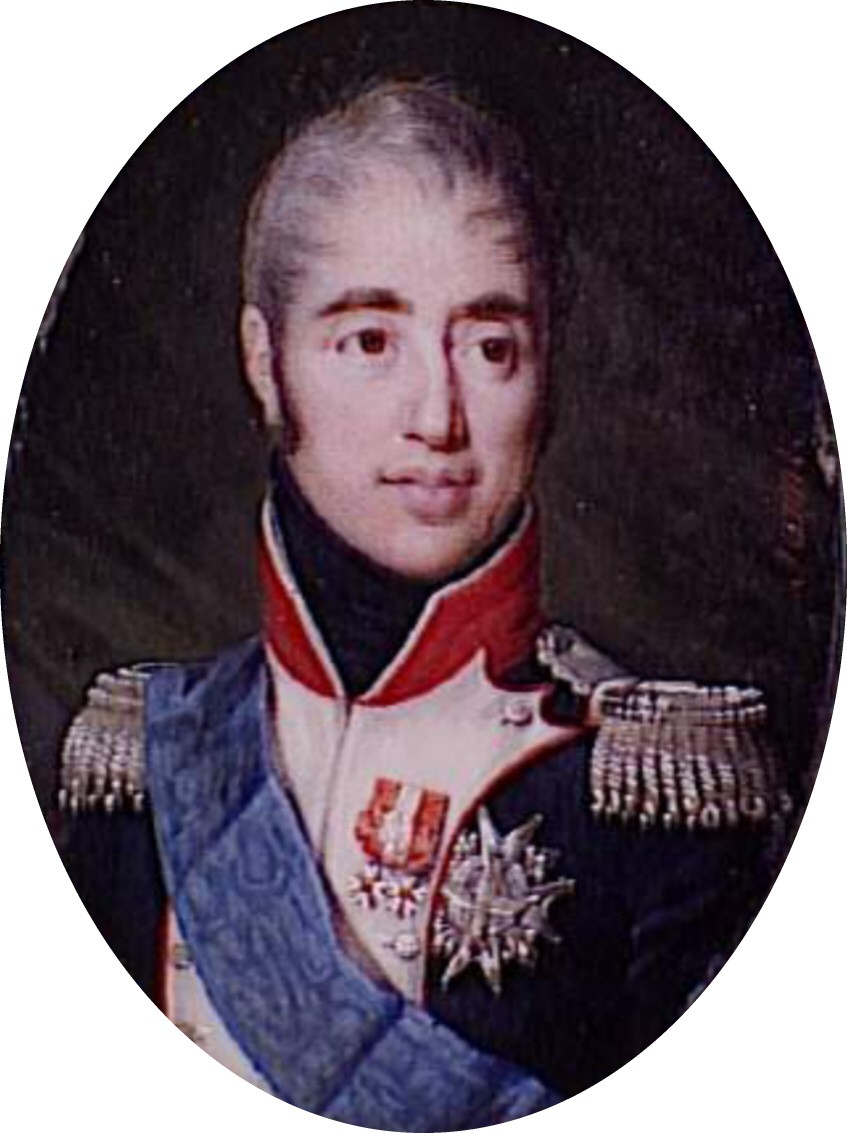
König Karl X. in der Uniform eines Obersten der Nationalgarde

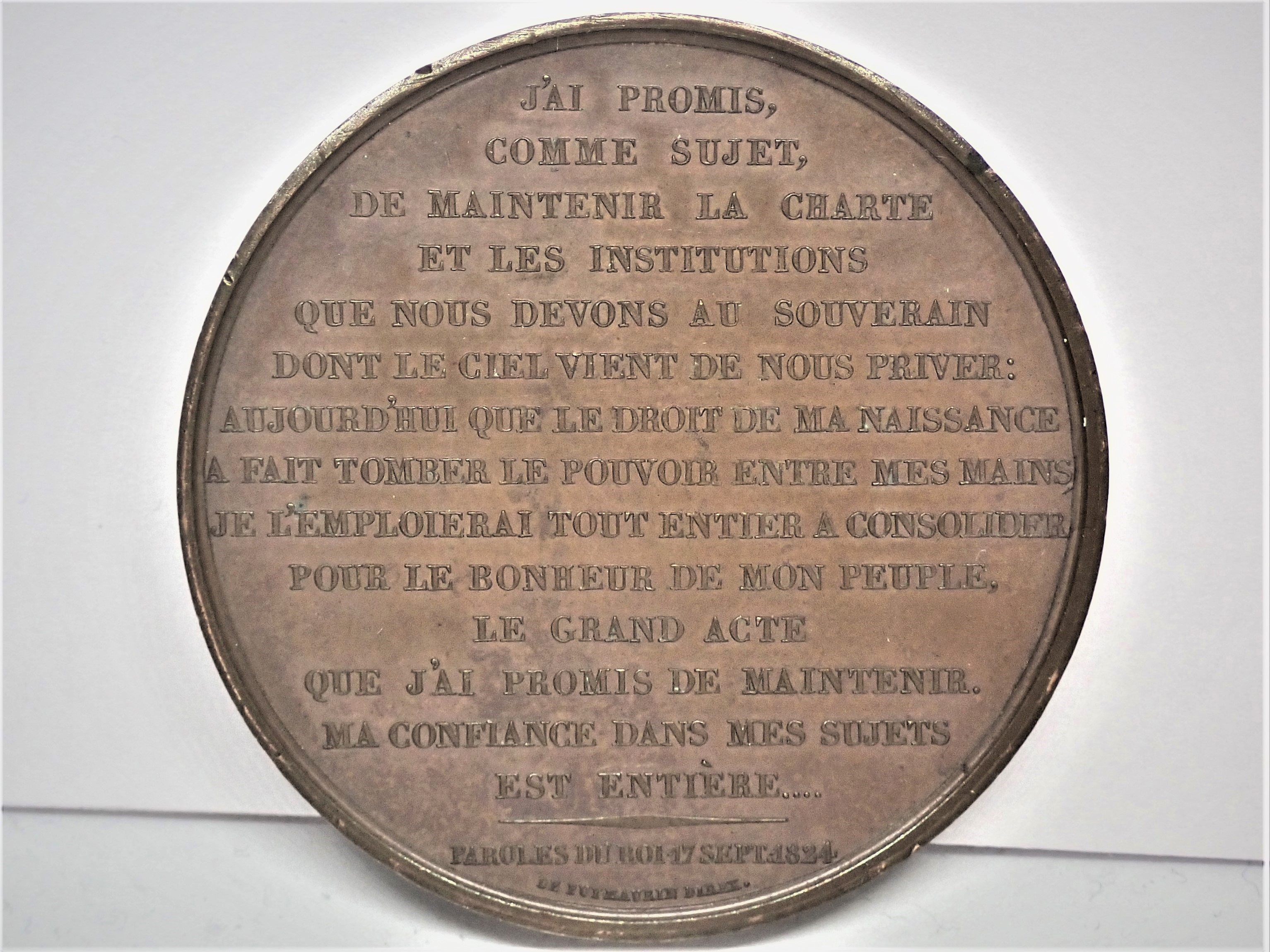
Medaillenrevers mit Schwurwortlaut vom 17. September 1824

Nach dem Tod Ludwigs XVIII. bestieg der damals fast 67-jährige Karl als König Karl X. den französischen Thron. Aufgrund der bisherigen moderaten Politik Ludwigs XVIII. und der von der Rechten bei den Wahlen vom März 1824 errungenen komfortablen Mehrheit in der für sieben Jahre gewählten Deputiertenkammer verlief der Thronwechsel problemlos. Karl hatte zu Beginn seiner Regierung kaum mit parlamentarischer Opposition zu rechnen, bestätigte das Kabinett Villèle im Amt und war dank dessen vorsichtiger Finanzverwaltung budgetärer Sorgen enthoben. Er bemühte sich mit den ersten Verlautbarungen, seinen guten Willen zu zeigen, und erklärte am 17. September beim Empfang von Delegationen beider Kammern beim morgendlichen Lever in Saint-Cloud, er werde im Geist seines Bruders regieren und die Charte konsolidieren. Auch strebte er nach Popularität und hob am 29. September, angeblich gegen Villèles Wunsch, die Zensur auf. Bei seinem feierlichen Einzug in Paris hoch zu Ross machte er gute Figur, wurde bejubelt und gab sich auch bei der Truppenrevue am 29. September dem Publikum gegenüber leutselig. So gewann er kurzzeitig sogar die Liberalen für sich.

#### Größerer Einfluss des Klerus und der Ultraroyalisten, Emigrantenentschädigung
Der König kündigte aber bereits im Dezember 1824 bei der Eröffnung der Sitzungsperiode beider Kammern zwei die Liberalen verärgernde Gesetzesvorhaben an. Der erste Gesetzesentwurf betraf die Entschädigung ehemaliger Emigranten, deren Güter während der Terrorherrschaft vom Staat eingezogen und als „Nationalgüter“ verkauft worden waren. Nach kontroversen Diskussionen wurde das Gesetz am 27. April 1825 beschlossen. Demnach stand eine Gesamtentschädigungssumme von 988 Millionen Francs durch Übergabe dreiprozentiger Rentenpapiere zur Verfügung. 25.000 Entschädigungsanträge wurden positiv beschieden. Die meisten Emigranten konnten sich mit diesen Finanzmitteln nur kleine Ländereien kaufen, so dass die Struktur des Grundbesitzes in etwa gleich blieb. Das Entschädigungsgesetz verschärfte aber die ideologischen Gegensätze zwischen Anhängern der Ideen der Revolution und jenen der Restauration. Des Weiteren forcierte der seit dem Ableben der Comtesse de Polastron zum tiefgläubigen Katholiken gewordene König die Verabschiedung eines Sakrileggesetzes, das für die Profanation geweihter Gefäße oder Hostien die Todesstrafe vorsah. Es bedrohte auch den Einbruchdiebstahl in Kirchen mit dem Tod. Nach der Annahme des Gesetzes in der Pairskammer (10. Februar 1825) stimmte auch eine große Mehrheit in der Deputiertenkammer am 11. April für die Vorlage. Dieses Gesetz wurde aber nie angewendet.
Generell nahm der Einfluss des Klerus seit Karls Regierungsantritt beträchtlich zu. Neben dem Sakrileggesetz hatte das Kabinett, einem Vorschlag Karls folgend, aber gegen den Willen Villèles bereits am 21. November 1824 beschlossen, auch ein Gesetz zur erneuten Erlaubnis religiöser Kongregationen auf den Weg zu bringen. Geistliche spielten im französischen Unterrichtswesen eine immer größere Rolle; viele Priester waren Leiter königlicher Kollegien oder Rektoren kommunaler Schulen. Die liberale Presse kritisierte immer heftiger das Eindringen des Jesuitismus in Staat, Schule und Gesellschaft. Gerüchteweise wurde kolportiert, dass Karl selbst dem Jesuitenorden beigetreten sei und sich nach seiner Thronbesteigung heimlich zum Priester habe weihen lassen. Jedenfalls trat er für die Wiederherstellung der Macht der katholischen Kirche ein. Sein enger Bund mit Papst Leo XII. beunruhigte die Liberalen.

#### Krönung und Privatleben des Königs

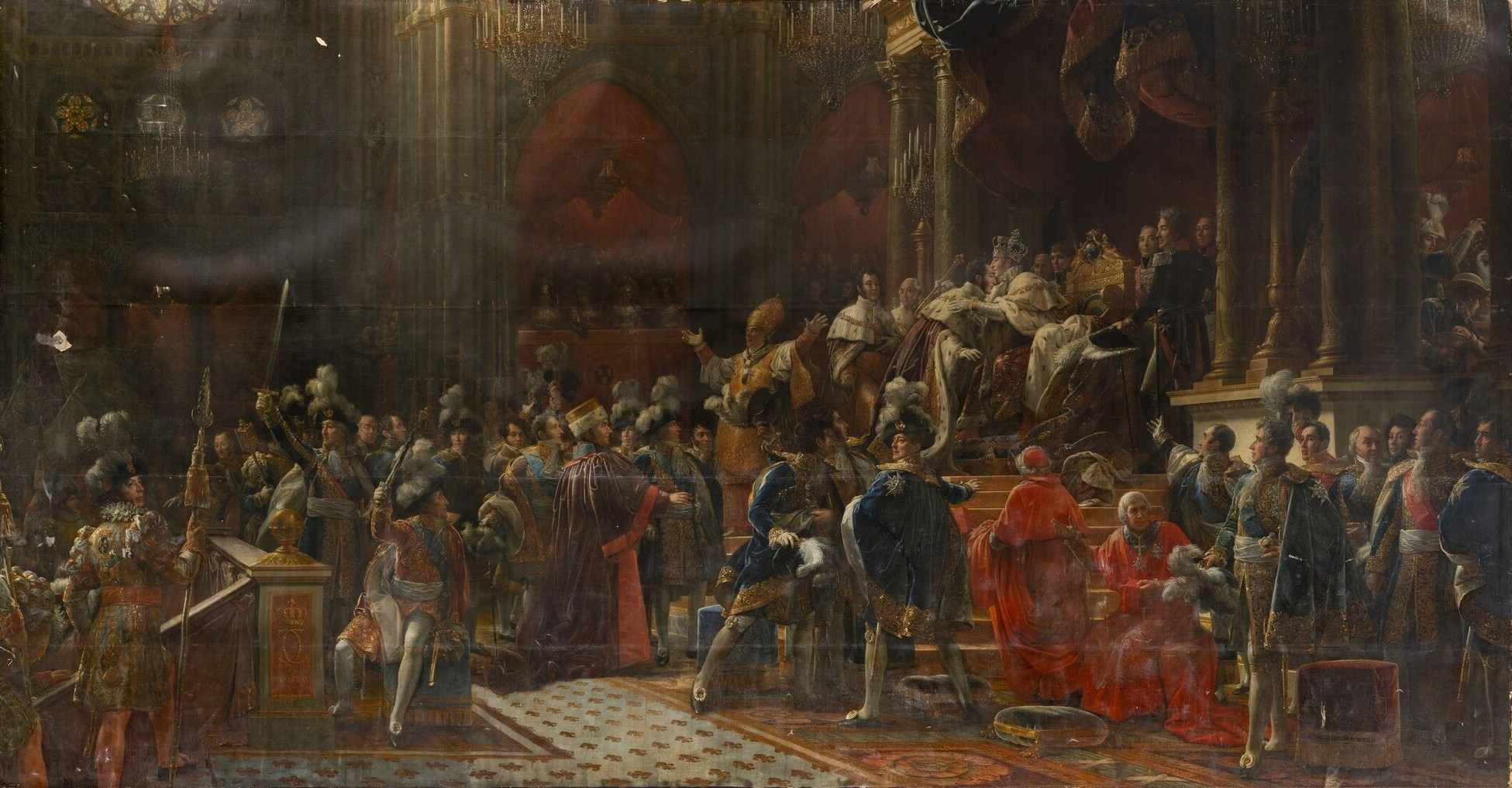
Krönungszeremonie von Karl X.

Auf Unzufriedenheit stieß in oppositionellen Kreisen ferner der Entschluss des Königs, seinen ältesten Sohn, den Herzog von Angoulême, gemäß dem alten Brauch der Bourbonen zum Dauphin zu machen. Auch seine am 29. Mai 1825 erfolgte Salbung und Krönung in der Kathedrale von Reims durch den Erzbischof von Paris, mit dem prunkvollen Zeremoniell des Ancien Régime, verdeutlichte, dass er sich als König von Gottes Gnaden betrachtete und nicht als konstitutionellen Monarchen. In diesem Zusammenhang hatte er einmal geäußert, er wolle lieber Holz sägen, als unter den Bedingungen des Königs von England König sein. Karl X. war sehr würdebewusst, strebte die Wiederherstellung der altehrwürdigen monarchischen Traditionen an und wollte, wenn er auch nicht für die absolute Königsmacht eintrat, keinesfalls dulden, dass er einer Kontrolle unterliege. Zwar war er ehrlich um das Wohlergehen seiner Untertanen bemüht, aber im Gegensatz zu seinem älteren Bruder Ludwig XVIII. nicht so kompromissfähig, seine politischen Positionen an die Möglichkeiten der aktuellen Zeitumstände anzupassen; stattdessen hielt er eigensinnig an seiner vorgefassten Meinung über seine Rolle als Herrscher fest. Seine anfängliche Popularität war bereits geschwunden; bei seiner Rückkehr nach Paris am 6. Juni 1825 wurde er von den Einwohnern der Metropole sehr zurückhaltend empfangen. Wenige Tage später wurde in Anwesenheit des Königs die anlässlich seiner Krönung geschriebene Oper Il viaggio a Reims von Gioacchino Rossini uraufgeführt.
Zu den privaten Vergnügungen des Königs zählte die Jagd, der er bis ins hohe Alter zu Pferd frönte. Er äußerte, dass sie ihm die Last des Regierens zu tragen erleichtere. Der tagespolitischen Routinearbeit ging er aus Desinteresse nicht sehr emsig nach. Sitzungen mit seinem Ministerrat hielt er jeweils mittwochs und sonntags ab, ohne sie jedoch besonders konzentriert zu verfolgen. Erst in der späteren Phase seiner Regierung setzte er sich intensiver mit den politischen und verwaltungsmäßigen Fragen auseinander, wobei er eine rasche Auffassungsgabe an den Tag legte. Abgesehen von den Aufwendungen für die Jagd war Karl X in seinem persönlichen Lebensstil bescheiden, indem er beispielsweise abgenützte ältere Kleidungsstücke wieder herrichten anstatt neue kaufen ließ. Im Gegensatz zu Ludwig XVIII. war er kein Gourmet und begnügte sich mit einfachen Mahlzeiten. Ab und zu spielte er mit Mitgliedern des Hofstaats nach dem Diner noch Whist, ehe er sich meist gegen 22 Uhr zur Ruhe begab. Mit der Hofetikette nahm es der König sehr genau; auch legte er bei öffentlichen Auftritten auf die Herausstreichung seiner Würde durch Prachtentfaltung großen Wert.

#### Zunehmend reaktionäre Politik, versuchte Pressezensur
Auf Betreiben Villèles anerkannte Karl X. 1825 die Unabhängigkeit Haitis gegen die Zahlung einer Entschädigungssumme von 150 Millionen Francs an ehemals auf dieser Insel siedelnde Plantagenbesitzer. Nach der Wiedereröffnung der Sitzungen der Deputiertenkammer am 31. Januar 1826 wurde das Budgetgesetz genehmigt. Der König und seine Regierung planten sodann die Verabschiedung eines aristokratischen Erbschaftsgesetzes, das dem ältesten Sohn einer sehr vermögenden Familie ein größeres Erbteil als dessen Geschwistern zusprach, während nach dem Erbrecht der Revolution und des napoleonischen Code civil alle Kinder gleichgestellt waren. Falls das Vorhaben tatsächlich verwirklicht worden wäre, hätten von ihm die ältesten Söhne der rund 80.000 reichsten französischen Familien profitiert. Der Gesetzesentwurf zielte darauf ab, die Zerstückelung des Großgrundbesitzes der Adligen einzudämmen. Er sah aber nur ein abgeschwächtes und fakultatives Erstgeburtsrecht vor und hätte auch bei seinem Inkrafttreten nicht wieder vorrevolutionäre, den Adel begünstigende Gesellschaftsverhältnisse im Sinn einer tatsächlichen Restauration herstellen können, wie die Ultraroyalisten hofften und die Liberalen fürchteten. Die von konstitutionellen Monarchisten dominierte Pairskammer verwarf die Gesetzesinitiative am 7. April 1826, und Pariser Kaufleute feierten diese schwere Niederlage des Königs und seiner Minister mit Freudenkundgebungen und Illuminationen.
Die Regierung und der Hof gaben der liberalen Oppositionspresse die Hauptschuld an ihrem Misserfolg. Karl X. bereute seinen Entschluss zur Abschaffung der Zensur, und der Justizminister Peyronnet entwarf die Vorlage für ein Gesetz zur erneuten Einschränkung der Pressefreiheit. Presseprozesse gegen freisinnige Autoren und Organe dienten aber nur zur Vermehrung von deren Einfluss. André Dupin, ein strikter Gegner von Reaktion und Ultramontanismus sowie Vorkämpfer der Gallikanischen Kirche, wurde damals, von romtreuen Klerikern und Reaktionären schonungslos angegriffen, ein gefeierter Mann im liberalen Lager und verteidigte das Journal des débats und andere Zeitungen. Graf Montlosier, ebenfalls ein Wortführer des Gallikanismus, griff die Jesuiten unter großem Beifall an und forderte deren Ausweisung. In der am 12. Dezember 1826 abgehaltenen Sitzung der Deputiertenkammer attackierten die äußerste Rechte und die liberale Opposition gemeinsam das Kabinett von Villèle. Ein Antrag zur Eindämmung der Eingriffe der Kongregationen und der Übergriffe der Jesuiten wurde an das Kabinett zur Berücksichtigung überwiesen.
Der von Peyronnet ausgearbeitete Entwurf eines ultrareaktionären Pressegesetzes zur Abstellung der Angriffe der Oppositionszeitungen sah zwar von der Wiedereinführung der Zensur ab, doch sollten nun alle Schriften und Journale vor ihrer Veröffentlichung der Direktion des Buchhandels im Innenministerium zur Begutachtung vorzulegen sein. Außerdem sollten teurere Stempelgebühren für Druckwerke und hohe Geldstrafen für Pressevergehen die Journale verteuern und so deren Abonnentenzahl und damit Breitenwirkung verringern. Pastorale Rundschreiben und andere kirchliche Dokumente waren von diesen Vorschriften nicht betroffen. Selbst Chateaubriand titulierte das Gesetzesvorhaben als „Vandalengesetz“, und auch die Mitglieder der Académie française zeigten sich mehrheitlich über den Angriff auf die Pressefreiheit besorgt. Die Regierung war über die in einer Supplik formulierte Kritik der Akademie empört, und Karl X. verweigerte die Entgegennahme der Bittschrift. In der Deputiertenkammer stieß Peyronnets Entwurf sowohl bei den Linken als auch bei der äußersten Rechten auf starke Opposition, wurde aber trotzdem am 17. März 1827 mehrheitlich angenommen. Die zur Prüfung der Gesetzesvorlage eingesetzte Kommission der Pairskammer nahm indessen gravierende Änderungen an ihr vor und verwässerte sie so stark, dass die Regierung den Entwurf am 17. April ganz zurückzog, was in Paris wieder bejubelt wurde.
Die wachsende Frustration über Karl X. und das von Villèle geführten Kabinett beschränkte sich nun nicht mehr hauptsächlich auf die Pariser Bevölkerung. Genährt wurde sie auch durch die Wirtschafts- und Finanzkrise von 1827/28 sowie durch eine aufgrund schlechter Ernten verursachte Agrarkrise; so erhöhten sich etwa die Weizenpreise von 1824–26 drastisch. Als Karl X. am 29. April 1827 die Nationalgarde auf dem Marsfeld inspizierte, sah er sich mit den aus ihren Reihen tönenden Rufen „Es lebe die Charte! Nieder mit den Jesuiten! Nieder mit den Pfaffenfreunden!“ konfrontiert. Ein Nationalgardist trat sogar vor und fragte den König herausfordernd, ob ihm dieses Verhalten missfalle. Der beleidigte König soll dem diensthabenden Marschall Charles Nicolas Oudinot gesagt haben, dass er den Soldaten wegen Fehlverhaltens degradiere. Auch Marie-Antoinettes Tochter Marie Thérèse Charlotte de Bourbon und die Herzogin von Berry wurden unfreundlich empfangen und zu ihrem Entsetzen erschallten Rufe, die ihnen den Tod auf der Guillotine wünschten. Ferner wurde der Rücktritt Villèles gefordert. Zu seinem Unheil ließ sich Karl X. von Villèle bestimmen, die volkstümliche Nationalgarde durch eine Ordonnanz vom 30. April 1827 aufzulösen. Chateaubriand beurteilte diesen Schritt als großen Fehler.

#### Sturz Villèles; Bildung eines neuen Kabinetts unter Martignac
Auf Villèles Rat führte Karl X. am 24. Juni 1827 kurzzeitig die Zensur wieder ein. Da Villèle um seine Mehrheit in der Deputiertenkammer fürchtete, riet er dem König auch zu Neuwahlen und einem Pairsschub, um eine gefügigere Pairskammer zu erhalten. So signierte Karl X. drei am 5. November publizierte Ordonnanzen, in denen die vorzeitige Auflösung der Deputiertenkammer, die erneute Abschaffung der im Wahlkampf nicht beibehaltbaren Zensur und die Ernennung 88 neuer, der Regierung genehmer Pairs (vor allem Bischöfe und reaktionäre ehemalige Emigranten) angeordnet wurden. Gegen gewalttätige Ausschreitungen in Paris, die sich gegen die Auflösung der Deputiertenkammer richteten, wurde das Militär eingesetzt. Die Opposition ließ sich aber nicht verängstigen. Aufgrund der Aufhebung der Zensur waren liberale Zeitungen wieder zu heftigeren Angriffen auf die Regierung in der Lage; auch waren neue Vereine zur Mobilisierung der Öffentlichkeit gegen Villèles Kabinett wie Chateaubriands Gesellschaft der Freunde der Pressefreiheit oder der Klub Aide-toi et le ciel t’aidera entstanden. Bei den noch im November abgehaltenen Wahlen schnitten die Liberalen mit 180 Sitzen in der neuen Deputiertenkammer unerwartet erfolgreich ab; und da die rechte Opposition auf 75 Abgeordnete kam, hatte das Regierungslager mit den von ihm gestellten 180 Deputierten keine Majorität mehr in der Kammer. Bei Unruhen in Paris waren in der Nacht vom 19. auf den 20. November 1827 Barrikaden errichtet worden. Dagegen einschreitende Soldaten schossen scharf; es floss Blut.
Karl X. war über das Ergebnis der Wahlen erschüttert und erklärte gegenüber Louis-Philippe von Orléans – der ihm 1830 auf den Thron nachfolgen sollte –, dass die Franzosen die Republik wünschten; er werde sich aber nicht wie sein älterer Bruder Ludwig XVI. köpfen lassen. Vergeblich waren Villèles Bemühungen, seine Stellung als leitender Minister zu behaupten. Viele Männer aus dem engsten Umfeld des Königs verlangten die Bildung eines neuen Kabinetts, das imstande sei, die Meinungsverschiedenheiten der royalistischen Politiker zu überwinden und aus ihnen wieder eine einheitliche Partei zu bilden. Der Monarch selbst forderte gegen den heftigen Widerstand Villèles den Eintritt seines engen Vertrauten Jules de Polignac in die neue Regierung. Schließlich resignierte der Premierminister und Karl X. nahm am 3. Januar 1828 Villèles Rücktritt an. Der Vicomte de Martignac, ein Politiker der gemäßigten Rechten, brachte schon zwei Tage später die Formung eines neuen, aus Politikern der rechten Mitte bestehenden Kabinetts zustande, das allerdings nur eine Übergangslösung darstellte. Martignac fiel als Innenminister die Führungsfunktion zu. Ferner erhielten u. a. La Ferronnays, Portalis, Roy und De Caux die Portefeuilles des Auswärtigen, der Justiz, der Finanzen und des Kriegs; Chabrol und Frayssinous blieben in ihrer Stellung als Minister der Marine und des Kultus. Karl X. forderte Martignac auf, das System von Villèle fortzusetzen, den er nur ungern entlassen habe.
Der König bezweifelte gleich beim Regierungsantritt des Kabinetts Martignac, dass es seine politischen Erwartungen erfüllen könne. Daher verkündete er, dass er das Vorgehen seiner Minister kontrollieren werde, seine königlichen Prärogative nicht schmälern ließe und notfalls Regierungsumbildungen vornehmen würde. Martignac, dessen Kabinett auf viel Misstrauen stieß, wollte sich nicht völlig den Wünschen des Königs unterordnen und suchte zur Erleichterung der parlamentarischen Arbeit die Unterstützung der Liberalen. An die Stelle von Chabrol trat am 5. März 1828 Hyde de Neuville als Marineminister; gleichzeitig erhielt der Bischof Feutrier das Kultusministerium. Diese und einige andere Ernennungen deuteten auf einen liberaleren Charakter des Kabinetts hin. Unter anderem entfernte Martignac die missliebigsten Präfekten und ersetzte sie durch gemäßigte; auch setzte er die entlassenen Akademiker wieder ein, eröffnete wieder die unter Villèle ausgesetzten Vorlesungen von François Guizot und Victor Cousin und errichtete zum Missfallen der Klerikalen eine Kommission wegen des Unterrichts an den geistlichen Sekundärschulen. Sein neues Wahlgesetz wurde mit 159 gegen 83 Stimmen, sein sehr liberales Pressegesetz am 19. Juni angenommen. Der König war über die Zugeständnisse des Premierministers irritiert. Um der linken Opposition entgegenzukommen, suchte Martignac ferner den Einfluss der Jesuiten auf höheren Schulen einzuschränken. Er erreichte, dass Karl X. am 16. Juni 1828 Ordonnanzen unterzeichnete, welche die kleinen Seminare den allgemeinen Bedingungen des öffentlichen Unterrichts unterwarfen und nicht ermächtigte Kongregationen wie die Jesuiten wurden nicht mehr zum Unterricht zugelassen.
Die Klerikalen waren wegen der von Martignac veranlassten Regelungen gereizt und auch über Karl X. wegen dessen Duldung dieser Politik verärgert. Selbst einige Bischöfe lehnten sich auf, was der König negativ wertete. Doch bald bereute er, gegen die Jesuiten vorgegangen zu sein, stand aber vorerst von der von ihm angedachten Bildung eines neuen Kabinetts unter seinem Freund Polignac ab. Außenpolitisch konnte die Regierung von Martignac in Griechenland einen Erfolg verbuchen, indem General Maison als Oberbefehlshaber der Morea-Expedition auf der Peloponnes landete und die osmanischen Truppen unter Ibrahim Pascha im September 1828 zum Abzug zwang.
Auf seiner Reise durch Lothringen und das Elsass wurde Karl X. im September 1828 von der dortigen Bevölkerung mit solchem Jubel begrüßt, dass er glaubte, ihm persönlich und nicht der versöhnlichen Politik Martignacs gehöre die Volksgunst. Er beachtete nicht, dass die von Martignac initiierten Schritte zur Beschränkung des jesuitischen Einflusses im Unterrichtswesen von den zahlreichen in Ostfrankreich lebenden Lutheranern erfreut aufgenommen worden waren und dies zum dortigen zuvorkommenden Empfang des Monarchen beigetragen hatte. Die Liberalen wiederum hielten die ihnen vom Premierminister gemachten Zugeständnisse für nicht ausreichend. Als Martignac am 9. Februar 1829 zwei Gesetzesvorlagen für eine neue Organisation der Munizipal- und Departementalverwaltung einbrachte, sah er sich Kritik von Seiten der Linken und der Ultraroyalisten ausgesetzt, da nach seinen Vorstellungen die Präfekten, Unterpräfekten und Bürgermeister weiterhin von der Regierung ernannt werden sollten. Der König unterstützte Martignacs Reformprojekt nur halbherzig und das Kabinett musste beide Gesetzesvorhaben am 8. April zurückziehen. Am 14. Mai 1829 fand eine Regierungsumbildung statt; der bisherige Justizminister Portalis übernahm das Außenministerium und an seiner Stelle wurde Bourdeau Justizminister. Doch Karl X. meinte, dass er mit Konzessionen nichts erreiche und nicht mit einer von der Linken dominierten Deputiertenkammer regieren könne; er fürchtete, in die Stellung eines konstitutionellen Monarchen herabgedrückt zu werden. Nach dem Beschluss des Etats für 1830 sann er darauf, Polignac von dessen Gesandtschaftsposten in London nach Paris zurückzuberufen und zum neuen Ersten Minister zu ernennen. Am 31. Juli 1829 wurde die Session der Kammer geschlossen. Kurz darauf entließ Karl X. das Kabinett Martignac und berief am 8. August 1829 die von Polignac geleitete neue Regierung.

#### Ultraroyalistisches Kabinett Polignac
Mit dem Regierungsantritt des neuen, streng klerikalen und offensiv-ultraroyalistischen Kabinetts vollzog sich ein bisher noch nie dagewesener Rechtsruck, über den die Liberalen äußerst bestürzt waren. Polignac übernahm zunächst das Außenministerium. Zweiter führender Mann der Regierung war der Innenminister La Bourdonnaye, der sich aber mit Polignac um die Stelle des Präsidenten des Ministerrats stritt. Schließlich dankte er ab und Karl X. ernannte Polignac am 17. November 1829 zum Premierminister. Als Regierungschef war Polignac fest entschlossen, die Autorität des Königs mit allen Mitteln wiederherzustellen, harmonierte aber auch mit anderen Ministerkollegen nicht. Dem neuen Kriegsminister Ghaisnes de Bourmont wurde vorgehalten, dass er kurz vor Napoleons letzter Schlacht Fahnenflucht begangen hatte.
Die liberale Presse ritt wieder scharfe Angriffe auf die Regierung und in den gegen kritische Autoren angestrengten Prozessen erwiesen die Gerichte den Angeklagten wieder die schon früher bezeugte Gunst. So wurde im Journal des débats bereits am 10. August ein vielbeachteter Artikel veröffentlicht, der das Vertrauensband zwischen König und Volk aufgrund der Machtübernahme des Kabinetts Polignac als zerrissen darstellte und ein „unglückliches Frankreich“ beklagte. Der von der Regierung deswegen angeklagte Herausgeber der Zeitschrift wurde zwar in erster Instanz verurteilt, erreichte aber im Berufungsverfahren einen Freispruch. Im politisch linken Spektrum entstanden neue Parteien, etwa eine republikanisch gesinnte Gruppe, die ihre politischen Standpunkte im von ihr 1829 gegründeten Journal Le jeune France publizierte. Auf dem oppositionellen rechten Flügel entstand eine „orleanistische Partei“ und die Liberalen standen schon in Kontakt mit dem Herzog Louis-Philippe von Orléans, den sie lieber als Karl X. auf dem Thron gesehen hätten. Zu den Reaktionen ausländischer Monarchen und Staatsmänner zählte u. a. die Stellungnahme des russischen Kaisers Nikolaus I., dass Karl X., falls er einen Staatsstreich versuchen sollte, dafür allein die Verantwortung trage; auch Metternich und Wellington äußerten sich ähnlich.

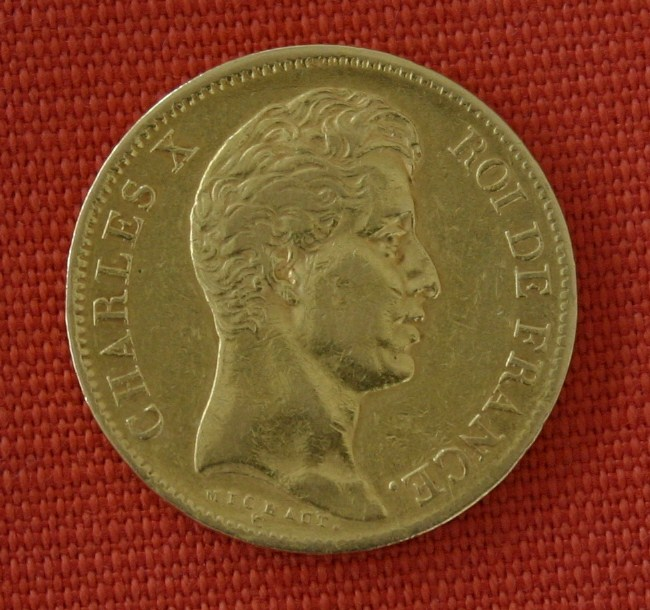
40-Francs-Goldmünze von 1830

Polignac erschien der Öffentlichkeit in den ersten Monaten nach seiner Berufung als zögerlich bei der Umsetzung seiner Pläne. Er verfolgte aber schon von Anfang an die Absicht, bedeutendere politische Posten nur noch an Personen zu vergeben, die er für zuverlässig hielt. Falls die neugewählte Deputiertenkammer nach der Eröffnung der Sitzungsperiode feindselige Stellungnahmen gegenüber Karl X. abgebe, werde die Kammer sofort aufgelöst, und sollten die Neuwahlen wider Erwarten für sein Kabinett ungünstig ausfallen, werde er den König drängen, die für die Sicherheit des Staats erforderlichen Schritte einzuleiten.
Am 2. März 1830 eröffnete Karl X. die neue Session der beiden Kammern im Louvre mit einer Thronrede, in der er den Deputierten und Pairs drohte, er werde im gerechten Vertrauen auf die stets von den Franzosen ihren Königen erwiesenen Liebe nicht zögern, Widerständen und böswilliger Ränke der Kammern tatkräftig entgegenzutreten. Die Pairs gaben darauf die besonnene Replik, sie seien gewiss, dass Karl X. genauso wenig den Despotismus wünsche wie Frankreich die Anarchie. Chateaubriand kritisierte in einer langen Rede das Kabinett Polignac und warnte vor einem drohenden Staatsstreich, der von einer verbiesterten, die Zeichen ihrer Zeit nicht verstehenden Administration ausgelöst werden könne. Der Politiker sah also scharfsichtig die sich abzeichnenden Vorkommnisse voraus, die den Thronverlust Karls X. bewirken sollten. Die oppositionelle Majorität der Deputiertenkammer reagierte weniger zurückhaltend und gab dem König in einer hauptsächlich durch Royer-Collard ausgearbeiteten, nach lebhaften Debatten am 16. März 1830 mit 221 gegen 181 Stimmen angenommenen Note zu verstehen, dass nach ihrer Ansicht die Zusammenarbeit zwischen den beiden Kammern und der dem König hörigen Regierung nicht mehr funktioniere. Die Schuld daran trage jedoch der König und sein Kabinett; seine Minister besäßen nicht das Vertrauen der Nation.
Karl X. antwortete auf diese ihm von einer Delegation der Deputiertenkammer am 18. März 1830 im Thronsaal der Tuilerien überbrachte Entschließung kühl, dass seine Entscheidungen unabänderlich seien. Er empfand den implizit in der Feststellung des nicht existierenden Zusammenwirkens zwischen den Kammern und der Regierung erhobenen Vorwurf, dass sich letztere nicht verfassungskonform verhalte, als skandalös. Seiner Ansicht nach habe Ludwig XVIII. die liberale Verfassung der Charte freiwillig zugestanden, und daher könne diese nicht von der Kammer als Basis für einen Rechtsanspruch verwendet werden; denn hierdurch verlöre der König seine Prärogativrechte. Entgegen der Ansicht mancher Minister beharrte Karl X. unter Verweis auf die von ihm während der Revolution von 1789 gemachten Erfahrungen darauf, dass die Krone entschieden reagieren müsse. Am 19. März 1830 ließ er die nächste Sitzung der Deputiertenkammer auf den folgenden 1. September vertagen. Er sah von einer sofortigen Auflösung der Kammer ab, da er einen günstigeren Zeitpunkt für die Abhaltung von Neuwahlen abwarten wollte. Zuerst wollte er mit der französischen Mittelmeerflotte eine Strafexpedition gegen Hussein Dey von Algier durchführen, da Piratenfahrten algerischer Barbaresken die Schifffahrt im westlichen Mittelmeer gefährdeten. Von dem sicher erscheinenden militärischen Erfolg erhofften sich der König und seine Minister positive Auswirkungen bei potentiellen Neuwahlen und eine innenpolitische Stärkung ihrer Position.

## Julirevolution und Abdankung (1830)

Die Freiheit führt das Volk ist eine allegorische Darstellung von Eugène Delacroix der Julirevolution

Das revolutionsbedingte Ende der Herrschaft von Karl X. war zur Jahreswende 1829/1830 noch nicht abzusehen. Zwar betraf ein ungewöhnlich langer Winter das Land, der die Ernten zunichtemachte. Dennoch brachen Hungeraufstände nur in einigen Regionen Frankreichs aus. Einige Monate später schien auch die Gefahr eines Militärputsches gering, da die Armee im Juni und Juli 1830 mit der Eroberung Algeriens beschäftigt war. Die französische Regierung unter Premierminister Jules de Polignac hoffte mit der Errichtung einer Kolonie in Nordafrika von innenpolitischen Spannungen zwischen dem Parlament und dem Monarchen ablenken zu können. Die zweite Kammer des Parlamentes hatte nämlich im März 1830 von Karl X. u. a. gefordert, zukünftig Minister aus der Regierung zu entlassen, die keinen Rückhalt in der Kammer fanden (Ministerverantwortlichkeit). Das Parlament versuchte auf diese Weise Einfluss auf den politischen Kurs der königlichen Regierung zu gewinnen. Kurz vor der Abfahrt des für den Einsatz gegen Algerien bestimmten, unter dem Kommando des Kriegsministers Bourmont stehenden Expeditionskorps aus dem Hafen Toulon ordnete Karl X. am 16. Mai 1830 Neuwahlen an, da ihm nun die Gelegenheit günstig schien, um die Opposition der Kammern gegen ihn zu brechen.
Am 19. Mai 1830 schieden die Minister Jean-Joseph-Antoine de Courvoisier und Graf Chabrol aus dem Kabinett Polignac aus, weil sie die angedachte Ergreifung von Ausnahmemaßregeln nach dem 14. Artikel der Charte missbilligten. Dafür übernahmen die wenig beliebten Politiker Jean de Chantelauze und Pierre-Denis de Peyronnet als neue Minister die Portefeuilles für Justiz bzw. Inneres. Peyronnet erklärte tief überzeugt, nur durch kräftige Anwendung des betreffenden Artikels der Charte könne die Regierung dem Ruin entgehen. Karl X. glaubte, die Beeinflussung der Neuwahlen durch den neuen Minister für öffentliche Arbeiten, Guillaume Capelle, müsse ihm zum Sieg verhelfen. Als sich aber trotz dieser Anstrengungen des Kabinetts zur Wahlmanipulation eine Niederlage der Regierung abzeichnete, mischte sich der König am 13. Juni mit einem Aufruf an die Nation persönlich in den Wahlkampf ein.
Am 14. Juni 1830 landeten etwa 37.000 Soldaten an der algerischen Küste bei Sidi-Ferruch. Bereits am 5. Juli 1830 nahmen die Truppen Algier ein. Die Erwartungen der königlichen Regierung, aus diesen Siegesnachrichten Kapital schlagen zu können, erfüllten sich indes nicht. Die stimmberechtigten Bürger stärkten die oppositionellen Kräfte im Parlament weiter. Die Liberalen bekamen bei den im Juli 1830 abgehaltenen Wahlen 274 Abgeordnetensitze. Dies waren 53 Mandate mehr als bisher und eine deutliche Niederlage für den politischen Kurs der Regierung Polignac.

### Ausbruch der Julirevolution
Konfrontiert mit den neuen Mehrheitsverhältnissen plante Karl X. die Auflösung der eben gewählten, noch nicht zusammengetretenen Deputiertenkammer und die Ansetzung von Neuwahlen für den September 1830 unter einem veränderten rechtlichen Rahmen. In den sogenannten Juliordonnanzen vom 26. Juli 1830 legte er unter anderem eine drastische Erhöhung des Wahlzensus fest, die die Mehrheit des Bürgertums von der Wahlberechtigung ausschloss. 75 % der zuvor wahlberechtigten Bürger durften nicht mehr an einer Abstimmung teilnehmen. Zudem setzten die Beschlüsse eine Verringerung der Abgeordnetenzahl und eine strengere Zensur durch. Ziel dieser Verordnungen war, eine der Regierung genehmere Zusammensetzung der Kammer zu erreichen.
Karl X. erließ die Verordnungen, ohne zuvor ausreichende Sicherheitsvorkehrungen für Paris zu treffen. In der französischen Hauptstadt waren nicht genug Truppen stationiert worden, um auf eventuelle Proteste und Unruhen reagieren zu können. Der König selbst zeigte keine Präsenz. Er verreiste zu seinem Landsitz Saint-Cloud und vergnügte sich dort bei der höfischen Jagd. Die Opposition sah aber in den Ordonnanzen eine gegen sie gerichtete Kampfansage des Königs und seines Kabinetts. Journalisten und Herausgeber liberaler Zeitungen riefen zum Widerstand und Protest auf. Am 27. Juli 1830 entstanden erste Barrikaden in der Umgebung des Palais Royal. Am Abend desselben Tages spitzte sich die Situation weiter zu. Protestierende Studenten, Arbeiter und aus dem Dienst geschiedene Soldaten versammelten sich auf den Straßen von Paris. Die Menschenmassen breiteten sich in der Stadt ungehindert aus, da der kommandierende Marschall Marmont seine Truppen am Louvre konzentrierte und nur noch einige weitere strategisch bedeutsame Punkte von Paris besetzte. Auch am 28. Juli erhielt der Marschall, der in einem Brief an den König von einer Revolution sprach, noch immer keine Anweisungen von Karl X., der schließlich auf die dringende Anfrage Marmonts den Belagerungszustand über Paris verhängte und zu einem massiven Vorgehen gegen die Aufrührer aufrief. Der Widerstand in Paris wurde aber immer heftiger, Marmonts Truppen hatten große Verluste zu beklagen, und Teile von ihnen begannen bei den Zusammenstößen zu den Aufständischen überzulaufen. Schließlich zogen sich die Regierungstruppen am 29. Juli 1830 aus der Stadt zurück.

### Abdankung
Aufgrund dieses Scheiterns, den Aufstand in Paris zu unterdrücken, zog Karl X. endlich am 29. Juli 1830 die Juliordonnanzen zurück. Er berief die Kammern zur Eröffnung der neuen Session für den 3. August ein, entließ seine Regierung und beauftragte den Herzog von Mortemart mit der Bildung eines neuen Kabinetts, dem auch Männer des linken Zentrums angehören sollten. Allerdings hatte der König mit diesem Schritt zu lange gewartet und konnte seine Herrscherstellung nicht mehr retten. Bei seinen Gegnern gab es verschiedene Ansichten, welche Regierungsform Frankreich künftig haben solle. Eine erhebliche Anzahl von Politikern trat für eine Rückkehr zur republikanischen Staatsform ein. Eine Fraktion gemäßigt-liberaler, großbürgerlicher Deputierter, zu der u. a. Périer, Laffitte, Guizot, Talleyrand und Thiers gehörten, lehnte eine solche Lösung ab und strebte stattdessen eine Machtübernahme des Herzogs Louis-Philippe von Orléans an, der anstelle von Karl X. neuer König werden sollte. Bei ihm sahen diese Abgeordneten die großbürgerlichen Interessen gut aufgehoben; auch waren sie überzeugt, dass Louis-Philippe die liberale Charte einhalten werde. Bisher hatte sich der Herzog vorsichtig zurückgehalten, nahm aber nun am 31. Juli 1830 die ihm angebotene Funktion eines „Generalstatthalters des Königreichs“ an.
Da der Marschall Marmont Saint-Cloud als unhaltbar bezeichnete, verließ Karl X. in der Nacht zum 31. Juli 1830 dieses Schloss und ging nach Trianon, wohin auch der Dauphin Louis-Antoine de Bourbon mit den Resten der Armee kam und wo er von der faktischen Machtergreifung des Herzogs von Orléans hörte. Noch einmal dachte er, obwohl aus seinen Illusionen gerissen, an einen erneuten Kampf um die Krone und zog in dieser Absicht am 31. Juli in Begleitung seiner Familie, eines Teils seines Gefolges und loyal gebliebener Soldaten nach Rambouillet. Die Desertion seiner Truppen verstärkte sich, aber er konnte sich noch nicht entschließen abzudanken oder seinen von ihm als Thronfolger ausersehenen Enkel Henri d’Artois, Herzog von Bordeaux, nach Paris zu senden. Indem er nach einem Mittelweg suchte, verfiel er auf den Gedanken, selbst den Herzog von Orléans am 1. August zum Generalstatthalter zu ernennen und den Kammern sofortigen Zusammentritt zu befehlen. Der Herzog lehnte aber diese Ernennung mit der Begründung ab, er sei schon durch die Wahl der Kammern Generalstatthalter. Am 2. August erfuhr Karl X. von dieser Antwort. Der Abfall der Truppen nahm derart zu, dass er alles verloren geben musste. Marmont bestärkte ihn im Vorhaben der Abdankung und er bestimmte seinen Sohn, den Dauphin, zur Verzichtleistung auf die Erbfolge. In einem in Form eines einfachen Privatbriefs gehaltenen Schreiben verzichteten Karl X. und der Dauphin noch am 2. August zugunsten des Herzogs von Bordeaux auf den Thron. Diesen seine Abdankung verkündenden Brief schickte Karl X. an den Herzog von Orléans mit der Anweisung, Henri d’Artois als Heinrich V. zum neuen König auszurufen und nur während dessen Minderjährigkeit die Regierungsgeschäfte zu führen. Diese Aufforderung ignorierte Louis-Philippe jedoch.
Auch das Parlament zeigte sich hiervon unbeeindruckt und proklamierte am 7. August 1830 Louis-Philippe zum König der Franzosen. Damit begann in Frankreich die Zeit der sogenannten Julimonarchie, die bis 1848 bestand. Mit dem Königtum von Louis-Philippe dominierten nicht länger die politischen Interessen der Aristokratie und des Klerus das Land, sondern die des Großbürgertums (vor allem Bankiers und Großgrundbesitzer).

## Letzte Lebensjahre im Exil (1830–1836)

### Erneutes Exil in Großbritannien
Karl X. hatte bei seiner Abdankungserklärung beschlossen, Frankreich zu verlassen und erneut ins Exil nach Großbritannien zu gehen. Weil er aber die Proklamation seines Enkels als Heinrich V. vor seiner Abreise vollzogen sehen wollte, brachen, um ihn zu vertreiben, Nationalgarden und Volksmassen aus Paris nach Rambouillet auf. Da reiste Karl X. mit seiner Familie am 3. August 1830 von dort ab, um sich außer Landes zu begeben. Außer einem Teil der Garde und der Leibwache begleiteten einige Kommissare der neuen Regierung den abgesetzten König und dessen Gefolge auf dem Rückzug. Abgesehen von der Beobachtung seiner Bewegungen tat die neue Regierung nichts, um seinen Abzug aufzuhalten. Bei Maintenon trennte sich Karl X. vom Großteil seiner Truppen, sandte die Krondiamanten nach Paris und zog mit einer Eskorte von 1.200 Mann weiter nach Cherbourg, wo er am 16. August eintraf. Auf zwei bereitgestellten amerikanischen Schiffen legte er mit seiner Familie noch am selben Tag in Richtung England ab.
An Bord der Great Britain kam Karl X. mit seiner Familie am 17. August 1830 vor der Isle of Wight an. Die ihn begleitenden Familienmitglieder waren sein ältester Sohn, der Herzog von Angoulême und dessen Gattin Marie Thérèse Charlotte de Bourbon, die Herzogin von Berry sowie deren Kinder, Henri d’Artois und Louise Marie Thérèse d’Artois. Die beiden Herzoginnen und die beiden Kinder bezogen am folgenden Tag in einem Hotel in Cowes Logis. Karl X. verweilte hingegen mit seinem Sohn auf dem Schiff. Durch zwei nach London vorausgeschickte Abgesandte hatte er die britische Regierung um eine Aufenthaltsgenehmigung für sich und seine Familie ersuchen lassen. Gegenüber dem ihm einen Höflichkeitsbesuch abstattenden Kommandanten von Portsmouth äußerte er Verbitterung über seine Absetzung, aber auch die Hoffnung, dass sein Enkel doch noch den französischen Thron werde besteigen können. Am 20. August gewährte die britische Regierung die erbetene Aufenthaltsgenehmigung; jedoch wurden Karl X. und seine Angehörigen nur als Privatpersonen und nicht als Königsfamilie eingestuft. Offiziell hatte Karl X. nur noch das Recht, den Titel Graf von Ponthieu zu führen; und auch die übrigen Familienmitglieder mussten neue Grafentitel annehmen. Am 23. August segelten Karl X. und seine Familie an Bord zweier Dampfschiffe von Cowes nach Weymouth, um von dort am folgenden Tag weiter zum ihnen als vorläufige Residenz angewiesenen, in einem schlechten Erhaltungszustand befindlichen Lulworth Castle zu reisen.
Da mehrere Räume von Ludworth Castle nicht wetterfest waren, kam für Karl X. ein längerfristiger Verbleib in diesem Schloss nicht in Frage. Außerdem sah er sich mit Forderungen von Gläubigern konfrontiert, die einstige Lieferungen an das Heer Condés aus der Zeit des ersten Exils betrafen. Nachdem ihm die britische Regierung die Erlaubnis erteilt hatte, wieder – wie in seinem ersten Exil – im Holyrood Palace bei Edinburgh zu residieren, machte er sich mit seinem Enkel, dem kleinen Herzog von Bordeaux, am 17. Oktober 1830 per Schiff auf den Weg zu seinem neuen Domizil, wo er drei Tage später eintraf. Seine übrigen Familienangehörigen zogen die Anreise zu Land vor. Zur Finanzierung eines, wenn auch recht schlichten Hoflebens verwendete der Ex-König die übriggebliebene Summe jener 10 Millionen Pfund, die von Ludwig XVIII. 1814 bei Londoner Bankiers hinterlegt worden waren. Der Herzog von Angoulême und seine Gattin bewohnten ein unweit Holyrood gelegenes Anwesen.
Inzwischen planten Royalisten in Frankreich, durch Erregung von Aufständen in der Vendée und im Midi den „Bürgerkönig“ Louis-Philippe zu stürzen und den jungen Herzog von Bordeaux unter der Regentschaft seiner Mutter als neuen französischen König zu inthronisieren. In einem Karl X. überbrachten Memorandum erläuterten die Royalisten ihm dieses Vorhaben und schlugen ihm vor, der Herzogin von Berry die Regentschaft zu übertragen, woraufhin diese nach Frankreich zurückkehren und dort zusammen mit den Rebellen für die Sache ihres Sohnes kämpfen solle. Karl war über diese so bald erfolgten Bemühungen für eine erneute Restauration der älteren Linie der Bourbonen erstaunt, schätzte aber die Fähigkeiten seiner Schwiegertochter, der Herzogin von Berry, gering ein und wollte sie nicht zur Regentin proklamieren. Schließlich stimmte er Ende Januar 1831 zu, doch sollte die Übertragung der Regentschaft nur im Fall einer erfolgreichen Landung der Herzogin in Frankreich gelten. Ferner nominierte Karl auch einen Regentschaftsrat. Die Herzogin von Berry reiste im Juni 1831 von England ab und begab sich zuerst nach Genua, um sich von dort aus über das Geschehen in Frankreich zu informieren. Louis-Philippe hatte aber bereits von den Umsturzplänen erfahren und an den Grenzen Abwehrmaßnahmen eingeleitet. Karl erkannte, dass die Herzogin kaum tatsächliche Chancen zur Realisierung ihres Plans hatte und drängte sie zur Rückkehr nach Holyrood. Dennoch begab sie sich im April 1832 in der irrigen Hoffnung auf tatkräftige Unterstützung nach Marseille. Im November 1832 wurde sie verhaftet und in der Zitadelle von Blaye interniert.

### Exil im Hradschin
Unterdessen war Karl X. von der britischen Regierung auf Drängen Louis-Philippes die Gastfreundschaft aufgekündigt worden. Auf ein Angebot des österreichischen Kaisers Franz I. hin, Karl und seine Familie aufzunehmen, war der Ex-König mit seinen Angehörigen am 17. September 1832 aus Holyrood abgereist und von Leith in Richtung Norddeutschland abgesegelt. In Hamburg wurde die exilierte französische Königsfamilie ehrenvoll von der Obrigkeit empfangen und begab sich dann über Berlin nach Prag, wo Karl mit seinen Angehörigen nach der Ankunft Ende September 1832 mit der Einwilligung des österreichischen Kaisers Franz I. im Hradschin wohnen durfte.
Die Gegebenheiten des riesigen Schlosses ermöglichten es der exilierten Königsfamilie, ihr Leben ähnlich ihrem früheren Tageslauf in den Pariser Tuilerien zu gestalten. Auch hier hielt sie wie einst in Frankreich eine strenge Hofetikette ein. Karl X. litt unter Gichtanfällen. Beim gelegentlichen Empfang von Besuchern aus seinem Heimatland fragte er diese, wie sie unter der Herrschaft von Louis-Philippe lebten, zeigte dabei aber keine Verbitterung mehr über sein Los. Allerdings titulierte er Louis-Philippe weiterhin als Herzog von Orléans, erkannte ihn also nicht als legitimen französischen König an.
Schwer glaubhaft war für Karl X. die ihm von der gefangengehaltenen Herzogin von Berry Ende 1832 übermittelte Neuigkeit, dass sie während ihres früheren Italienaufenthalts eine heimliche Ehe geschlossen habe und ein Kind erwarte. Diese Nachricht sorgte beim exilierten König und den legitimistischen Anhängern der Herzogin für heftige Irritationen und erschien ihnen so ungeheuerlich, dass sie zunächst an eine gezielte Verleumdung durch Beauftragte Louis-Philippes dachten. Doch die Herzogin bestätigte ihre Aussage im Februar 1833 in einem Brief an den Kommandanten der Zitadelle von Blaye. Im Mai 1833 gebar sie ein Mädchen, dem sie den Namen Anna Marie Rosalie gab. Karl X. sah in dem Vorkommnis einen unerhörten Fehltritt seiner Schwiegertochter und empörte sich über ihren, wie er es formulierte, „erneuten Beweis des Ungehorsams“.
Im Auftrag der Herzogin von Berry reiste Chateaubriand noch im Mai 1833 zu Karl X. nach Prag, um zu erreichen, dass die Herzogin ihren Titel einer französischen Prinzessin sowie die Regentschaft und Vormundschaft über ihre Kinder behalten durfte. Der exilierte frühere König schlug diese Bitte ab. Nach dem Bericht Chateaubriands betonte Karl, dass Maria Karolina die Bedingungen, an die er seinerzeit die Übertragung der Regentschaft geknüpft hatte, nicht erfüllt habe, denn die Voraussetzung hierfür sei gewesen, dass sein Enkel in einem wieder unter die Bourbonen-Herrschaft gebrachten Teil Frankreichs zum König Heinrich V. ausgerufen würde, was nicht eingetreten war. Was ihre heimliche Heirat betreffe, könne Maria Karolina, sollte sie die Ehe mit dem Grafen Ettore Lucchesi Palli tatsächlich geschlossen haben, auch nicht ihren Titel einer französischen Prinzessin behalten, sondern nur als Gräfin Lucchesi Palli, Prinzessin beider Sizilien, gelten. Andernfalls bliebe sie Herzogin von Berry und wäre die Mutter eines Bastards. Ferner lehnte es Karl in der Unterredung mit Chateaubriand ab, dass Maria Karolina nach ihrer Freilassung wieder in den Hradschin ziehen durfte.
Trotzdem drängte die Herzogin von Berry durch weitere Unterhändler darauf, dass Karl X. ihr die Rückkehr nach Prag erlauben solle. Der Ex-König wollte davon zunächst nichts wissen. Als aber einem seiner Vertrauten eine vom Vatikan beglaubigte Heiratsurkunde Maria Karolinas vorgelegt wurde, stimmte er schließlich einer Zusammenkunft mit ihr zu. Diese sollte jedoch nicht in Prag erfolgen, sondern fand am 13. Oktober 1833 in Leoben statt. Bei diesem Treffen waren auch die legitimen Kinder der Herzogin und das Dauphin-Paar anwesend. Karl geriet dabei mit der Herzogin wegen deren weitreichenden Forderungen in Streit. So wies er ihr Begehr zurück, dass ihr vertraglich das Zusammenleben mit ihren Kindern in Prag zugesichert würde und sie als Regentin die Großjährigkeit Heinrichs V. proklamieren dürfe. Aufgrund ihrer Vermählung mit dem Grafen Lucchesi gehöre sie nicht mehr zu den Bourbonen.
Am 29. September 1833 war Henri d’Artois, der von den französischen Legitimisten als künftiger französischer König betrachtete Sohn der Herzogin von Berry, 13 Jahre alt geworden. Daher wäre die Proklamation seiner Volljährigkeit als Thronprätendent Heinrich V. erwartbar gewesen, da Karl X. und sein einziger noch lebender Sohn, der Herzog von Angoulême, seinerzeit abgedankt bzw. auf die Thronansprüche verzichtet hatten. Die Herzogin von Berry wünschte, dass die Volljährigkeitserklärung von Henri d’Artois durch einen feierlichen Akt erfolgen solle. Dieses Ansinnen lehnte Karl X. ab, um nicht weitere hierdurch ausgelöste, fruchtlose Aktionen der Legitimisten zugunsten des Prätendenten herbeizuführen. Er entfernte sich auch mit seiner Familie aus Prag, um für eventuell wegen des Geburtstags seines Enkels am 29. September anreisende Legitimisten nicht erreichbar zu sein, und nahm in einem vom Großherzog von Toskana zur Verfügung gestellten, etwa sechs Meilen von Prag entfernten Landhaus Quartier. Dennoch kamen einige französische Legitimisten auch zu diesem Ort, um dem Thronprätendenten zu huldigen. Daraufhin reisten Karl X. und seine Angehörigen nach Leoben, wo das vorher beschriebene Treffen mit der Herzogin von Berry stattfand, und machten sich bald danach auf die Rückreise nach Prag, wo sie am 22. Oktober 1833 eintrafen. Ein neues Ärgernis stellte für Karl X. dar, dass sich die Herzogin von Berry 1834 mit ihrem zweiten Gatten unweit von Prag niederließ. Die Herzogin vermochte sich aber die Erlaubnis zu verschaffen, ihre Kinder aus erster Ehe öfter zu sehen.

### Tod in Görz

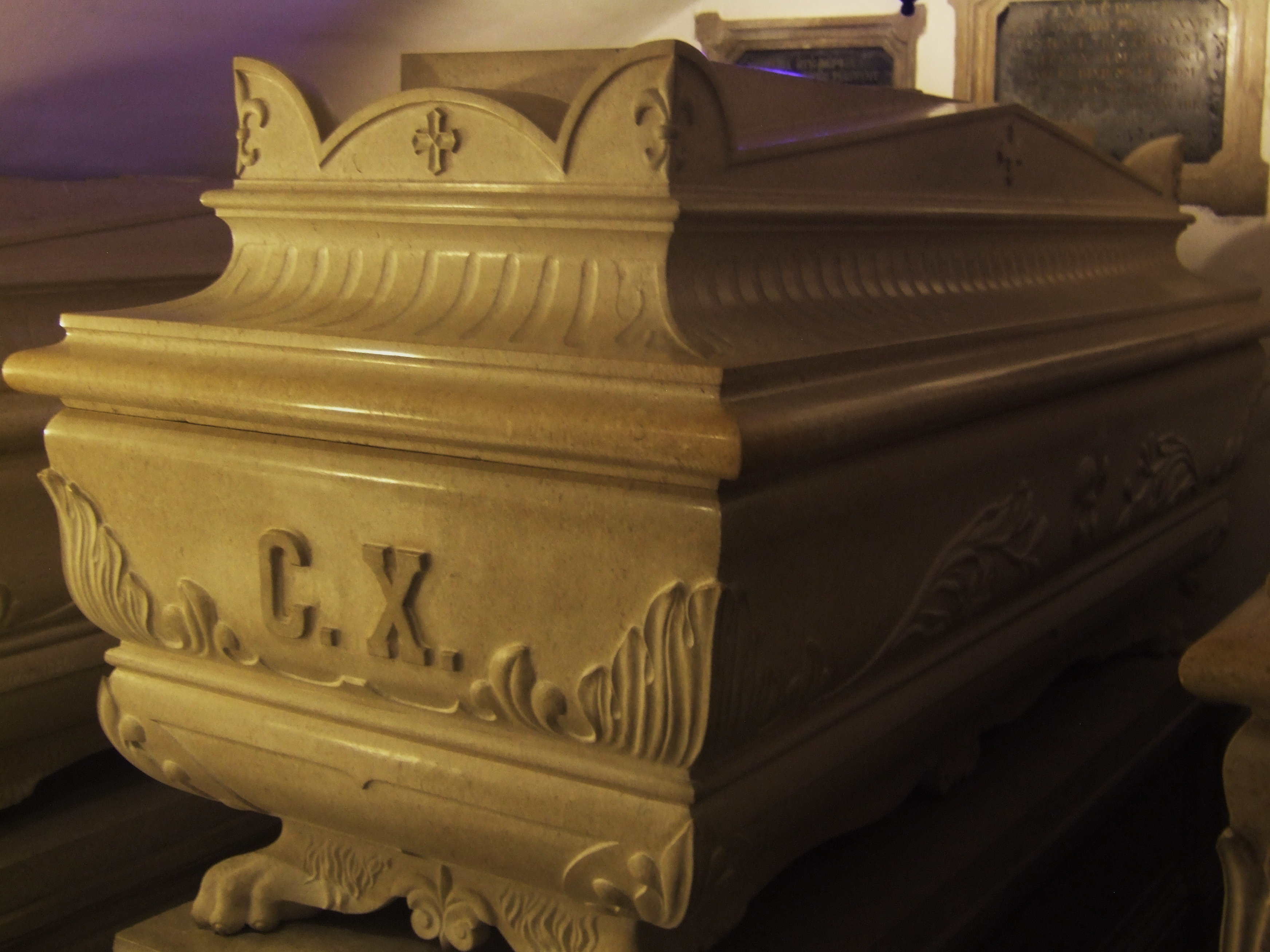
Sarkophag Karls X. in der Bourbonengruft des Klosters Kostanjevica (Nova Gorica/Slowenien)

Als im Mai 1836 die Feierlichkeiten anlässlich der Krönung des österreichischen Kaisers Ferdinand I. zum König von Böhmen in Prag herannahten und deshalb viele teilnehmende Gäste im Hradschin beherbergt werden sollten, verließen Karl X. und seine Angehörigen ihre Prager Residenz und machten sich auf die Reise nach Görz, wo sie als Gäste des Grafen Coronini von Cronberg zu wohnen gedachten. Aufgrund einer Erkrankung von Karls Enkel Henri d’Artois in Budweis machten sie vorübergehend im Schloss von Kirchberg am Walde in Niederösterreich Halt, das sich zu dieser Zeit im Besitz von französischen Aristokraten befand. Aufgrund des raschen Ausbreitens einer Cholera-Epidemie beschlossen sie jedoch im September 1836 die baldige Weiterreise nach Görz. Karl X. reiste später als seine übrigen Familienmitglieder ab, feierte zuerst noch seinen 79. Geburtstag in einem Militärlager in Linz und quartierte sich nach seiner Ankunft in Görz in Schloss Grafenberg ein. Aber etwa zwei Wochen später bekam er während der Morgenmesse des 4. Novembers einen Schüttelfrost. Bereits drei Tage zuvor hatte er die ersten Anzeichen der Cholera verspürt, von der er befallen worden war. In der Folge verschlechterte sich sein Gesundheitszustand schnell. Er musste sich erbrechen und litt unter heftigen, bis in die Herzregion reichenden Krämpfen. Charles Bougon, der erste Chirurg des ehemaligen Königs, konnte diesen nicht heilen. Kardinal Jean-Baptiste de Latil und der Bischof von Hermopolis spendeten dem Sterbenden geistliche Unterstützung. Karl X. erhielt noch die Sterbesakramente und starb am 6. November morgens um 1.30 Uhr im Kreis seiner Familie. Sein Leichnam wurde am 11. November 1836 in Anwesenheit einer großen Menschenmenge in der Krypta der Kapelle des Klosters Kostanjevica (heute in Nova Gorica in Slowenien) zur letzten Ruhe gebettet. In der dortigen Bourbonengruft ruhen fünf weitere Familienangehörige und ein Getreuer. In Frankreich wurden nach dem Bekanntwerden von Karls Ableben Trauergottesdienste für den Verstorbenen verboten.

## Titel
- Graf von Artois (1757)
- Herzog von Angoulême und Pair von Frankreich (1773)
- Graf von Limoges und Pair von Frankreich (1773–1776)
- Herzog der Auvergne und von Mercoeur und Pair von Frankreich (1773–1778)
- Marquis von Pompadour und Vizegraf von Turenne (1774–1776)
- Schlossherr von Cognac und Bagatelle (1775)
- Herzog von Berry, Châteauroux und La Meilleraye
- Graf von Argenton und Ponthieu und Herr von Henrichemont (1776)
- Marquis von Maisons (1777)
- Graf von Poitou (1778)
- Baron von Picquigny (1779)
- Graf von Saint-Valery und Roc-de-Cayeux (1780)
- Baron von Domart (1782)
- Colonel général des Cent-Suisses et Grisons (1771–1790)
- Colonel général de Garde nationale

## Vorfahren
|  |                                                                |  |  |  |  |  |  |  |  |  |  |  |  |
|  | Louis de Bourbon, duc de Bourgogne (1682–1712)                 |  |  |  |  |  |  |  |  |  |  |  |  |
|  |                                                                |  |  |  |  |  |  |  |  |  |  |  |  |
|  |                                                                |  |  |  |  |  |  |  |  |  |  |  |  |
|  | Ludwig XV. Kg. von Frankreich (1710–1774)                      |  |  |  |  |  |  |  |  |  |  |  |  |
|  |                                                                |  |  |  |  |  |  |  |  |  |  |  |  |
|  |                                                                |  |  |  |  |  |  |  |  |  |  |  |  |
|  | Maria Adelaide von Savoyen (1685–1712)                         |  |  |  |  |  |  |  |  |  |  |  |  |
|  |                                                                |  |  |  |  |  |  |  |  |  |  |  |  |
|  |                                                                |  |  |  |  |  |  |  |  |  |  |  |  |
|  | Louis Ferdinand de Bourbon (1729–1765)                         |  |  |  |  |  |  |  |  |  |  |  |  |
|  |                                                                |  |  |  |  |  |  |  |  |  |  |  |  |
|  |                                                                |  |  |  |  |  |  |  |  |  |  |  |  |
|  | Stanislaus I. Leszczyński (1677–1766)                          |  |  |  |  |  |  |  |  |  |  |  |  |
|  |                                                                |  |  |  |  |  |  |  |  |  |  |  |  |
|  |                                                                |  |  |  |  |  |  |  |  |  |  |  |  |
|  | Maria Leszczyńska (1703–1768)                                  |  |  |  |  |  |  |  |  |  |  |  |  |
|  |                                                                |  |  |  |  |  |  |  |  |  |  |  |  |
|  |                                                                |  |  |  |  |  |  |  |  |  |  |  |  |
|  | Katharina Opalińska (1680–1747)                                |  |  |  |  |  |  |  |  |  |  |  |  |
|  |                                                                |  |  |  |  |  |  |  |  |  |  |  |  |
|  |                                                                |  |  |  |  |  |  |  |  |  |  |  |  |
|  | Karl X. König von Frankreich                                   |  |  |  |  |  |  |  |  |  |  |  |  |
|  |                                                                |  |  |  |  |  |  |  |  |  |  |  |  |
|  |                                                                |  |  |  |  |  |  |  |  |  |  |  |  |
|  | August II. Kg. von Polen und Kurfürst von Sachsen (1670–1733)  |  |  |  |  |  |  |  |  |  |  |  |  |
|  |                                                                |  |  |  |  |  |  |  |  |  |  |  |  |
|  |                                                                |  |  |  |  |  |  |  |  |  |  |  |  |
|  | August III. Kg. von Polen und Kurfürst von Sachsen (1696–1763) |  |  |  |  |  |  |  |  |  |  |  |  |
|  |                                                                |  |  |  |  |  |  |  |  |  |  |  |  |
|  |                                                                |  |  |  |  |  |  |  |  |  |  |  |  |
|  | Christiane Eberhardine von Brandenburg-Bayreuth (1671–1727)    |  |  |  |  |  |  |  |  |  |  |  |  |
|  |                                                                |  |  |  |  |  |  |  |  |  |  |  |  |
|  |                                                                |  |  |  |  |  |  |  |  |  |  |  |  |
|  | Maria Josepha von Sachsen (1731–1767)                          |  |  |  |  |  |  |  |  |  |  |  |  |
|  |                                                                |  |  |  |  |  |  |  |  |  |  |  |  |
|  |                                                                |  |  |  |  |  |  |  |  |  |  |  |  |
|  | Joseph I. Deutscher Kaiser (1678–1711)                         |  |  |  |  |  |  |  |  |  |  |  |  |
|  |                                                                |  |  |  |  |  |  |  |  |  |  |  |  |
|  |                                                                |  |  |  |  |  |  |  |  |  |  |  |  |
|  | Maria Josepha von Österreich (1699–1757)                       |  |  |  |  |  |  |  |  |  |  |  |  |
|  |                                                                |  |  |  |  |  |  |  |  |  |  |  |  |
|  |                                                                |  |  |  |  |  |  |  |  |  |  |  |  |
|  | Wilhelmine Amalie von Braunschweig-Lüneburg (1673–1742)        |  |  |  |  |  |  |  |  |  |  |  |  |
|  |                                                                |  |  |  |  |  |  |  |  |  |  |  |  |
|  |                                                                |  |  |  |  |  |  |  |  |  |  |  |  |

## Nachkommen
Karl hatte 1773 Maria Theresia von Sardinien geheiratet, mit der er folgende vier Kinder hatte:
1. Louis-Antoine de Bourbon, duc d’Angoulême (* 6. August 1775; † 3. Juni 1844) :⚭ 1799 Prinzessin Marie Therese von Frankreich, Tochter von König Ludwig XVI.
2. Sophie d’Artois (* 5. August 1776; † 5. Dezember 1783)
3. Charles Ferdinand d’Artois, Herzog von Berry (* 24. Januar 1778; † 14. Februar 1820) :⚭ 1816 Maria Karolina von Neapel-Sizilien (1798–1870)
4. Marie Thérèse d’Artois (* 6. Januar 1783; † 22. Juni 1783).